# Khủng hoảng tên lửa Cuba
Khủng hoảng tên lửa Cuba (tiếng Anh: Cuban Missile Crisis hay còn được biết với tên gọi Khủng hoảng tháng 10 tại Cuba) là cuộc đối đầu giữa Liên Xô – Cuba với Hoa Kỳ vào tháng 10 năm 1962 trong thời Chiến tranh Lạnh. Tháng 9 năm 1962, Chính phủ Cuba và Liên Xô bắt đầu bí mật xây dựng các căn cứ trên đất Cuba để khai triển một số tên lửa đạn đạo hạt nhân tầm trung có khả năng đánh trúng đa số các mục tiêu trênHoa Kỳ lục địa. Hành động này xảy ra sau sự kiện Hoa Kỳ triển khai tên lửa PGM-17 Thor trên đất Vương quốc Anh vào năm 1958 và tên lửa Jupiter IRBM trên đất Ý và Thổ Nhĩ Kỳ năm 1961; tổng cộng có hơn 100 tên lửa do Hoa Kỳ chế tạo có khả năng đánh trúng Mát-xcơ-va bằng đầu đạn hạt nhân. Ngày 14 tháng 10 năm 1962, phi cơ do thám U-2 của Hoa Kỳ chụp được những bằng chứng không ảnh cho thấy các căn cứ tên lửa của Liên Xô đang được xây dựng tại Cuba.
Cuộc khủng hoảng này có cấp bậc ngang tầm với cuộc phong tỏa Berlin vì đây là một trong các vụ đối đầu chính của Chiến tranh Lạnh và thường được xem là khoảnh khắc mà Chiến tranh lạnh tiến gần nhất để biến thành một cuộc xung đột hạt nhân. Hoa Kỳ đã xem xét đến việc tấn công Cuba bằng không lực và hải lực và tiến hành "cách ly" Cuba bằng quân sự. Hoa Kỳ thông báo rằng họ sẽ không cho phép vũ khí tấn công được gửi đến Cuba và đòi hỏi rằng Liên Xô phải tháo bỏ các căn cứ tên lửa đang được xây hay đã xây dựng xong tại Cuba và dẹp bỏ hết tất cả các loại vũ khí tấn công. Chính phủ của Tổng thống Kennedy hy vọng mỏng manh rằng Điện Kremlin sẽ đồng ý với những đòi hỏi của họ và chờ đợi cuộc đối đầu quân sự. Về phía Liên Xô, Nikita Khrushchev viết một lá thư gửi cho Kennedy trong đó nói rằng việc Kennedy ra lệnh phong tỏa "giao thông trong vùng biển và không phận quốc tế là một hành động gây hấn đưa con người vào vực thẳm của một cuộc chiến tranh bằng tên lửa hạt nhân toàn cầu." Fidel Castro khuyến khích Khrushchev mở một cuộc tấn công hạt nhân đánh trước phủ đầu chống Hoa Kỳ.
Ngoài mặt, cả Xô Viết lẫn Hoa Kỳ đều tỏ ra không nhân nhượng trước những đòi hỏi công khai của nhau, nhưng tại các cuộc tiếp xúc bí mật sau hậu trường họ đưa ra một đề nghị giải quyết cuộc khủng hoảng. Cuộc khủng hoảng kết thúc vào ngày 28 tháng 10 năm 1962 khi Tổng thống John F. Kennedy và Tổng thư ký Liên Hợp Quốc U Thant đạt đến một thỏa thuận với vị lãnh đạo Liên Xô Nikita Khrushchev trong việc Liên Xô tháo bỏ các vũ khí tấn công và đưa chúng trở về nước mình dưới giám sát kiểm tra của Liên Hợp Quốc để đổi lấy việc Hoa Kỳ đồng ý sẽ không bao giờ xâm chiếm Cuba và thỏa thuận ngầm là sẽ rút các tên lửa Jupiter hạt nhân của Mỹ khỏi Thổ Nhĩ Kỳ, những tên lửa này được Mỹ lắp đặt vào năm 1961 tại Ý và Thổ Nhĩ Kỳ. Liên Xô tháo bỏ các hệ thống tên lửa và các trang bị hỗ trợ, đưa chúng xuống tám chiếc tàu Liên Xô từ ngày 5-9 tháng 11. Một tháng sau đó, ngày 5 và 6 tháng 12, các oanh tạc cơ Liên Xô Il-28 được đưa xuống ba chiếc tàu Liên Xô và đưa trở về Liên Xô. Cuộc phong tỏa chính thức kết thúc lúc 18h45 giờ miền Đông Hoa Kỳ ngày 20 tháng 11 năm 1962. Một phần trong thỏa thuận bí mật là tất cả các tên lửa đạn đạo PGM-17 Thor và PGM-19 Jupiter đã được khai triển ở châu Âu phải bị tháo dỡ trước tháng 9 năm 1963.
Cuộc khủng hoảng tên lửa Cuba đã khai sinh ra thỏa hiệp đường dây nóng (hotline agreement) và đường dây nóng Moscow–Washington, một đường dây thông tin liên lạc trực tiếp giữa Matxcova và Washington, D.C.

## Hành động trước đó của Hoa Kỳ
Người Mỹ lo sợ trước sự bành trướng của Liên Xô theo chủ nghĩa Stalin nhưng đối với một quốc gia châu Mỹ Latin công khai liên minh với Liên Xô được xem là không thể chấp nhận được đối với Mỹ khi Liên Xô và Mỹ trở thành kẻ thù từ khi kết thúc Chiến tranh thế giới thứ hai vào năm 1945. Một sự liên hệ như thế cũng sẽ thách thức trực tiếp đến Học thuyết Monroe, một chính sách của Hoa Kỳ với lập trường cho rằng các cường quốc châu Âu không được can thiệp vào các quốc gia nằm trong Tây Bán cầu.
Hoa Kỳ bị mất mặt công khai sau vụ người Cuba lưu vong tiến hành xâm nhập Cuba thất bại vào tháng 4 năm 1961. Vụ xâm nhập của những người Cuba lưu vong này đã được Cục Tình báo Trung ương Hoa Kỳ dưới quyền của Tổng thống John F. Kennedy hỗ trợ. Sau vụ đó, cựu Tổng thống Eisenhower có bảo với Kennedy rằng "Sự thất bại của Sự kiện Vịnh Con Lợn sẽ khuyến khích người Xô Viết làm thêm cái gì đó mà chắc chắn họ sẽ không làm nếu như vụ đó không xảy ra.":10 Cuộc xâm nhập Cuba chỉ được Hoa Kỳ hỗ trợ nửa chừng nên đã để cho nhà lãnh đạo Xô Viết, Nikita Khrushchev và các cố vấn của ông tin tưởng rằng Kennedy là người hay lưỡng lự như một cố vấn Xô Viết có viết rằng "quá trẻ, thông minh, chưa chuẩn bị tốt để tạo quyết định trong các tình huống khủng hoảng... quá thông minh và quá yếu đuối." Các hoạt động bí mật của Hoa Kỳ tiếp tục năm 1961 với Chiến dịch Mongoose không thành công. Tháng 2 năm 1962, Hoa Kỳ công khai mở cấm vận kinh tế chống Cuba.
Hoa Kỳ lại xem xét đến hành động bí mật và bắt đầu cài các sĩ quan bán quân sự của CIA từ Phân bộ Hoạt động Đặc biệt vào Cuba. Tướng không quân Curtis LeMay đệ trình một kế hoạch ném bom trước khi xâm nhập lên cho Tổng thống Kennedy vào tháng 9 trong khi đó các chuyến bay gián điệp và sự gây hấn quân sự nhỏ của các lực lượng Hoa Kỳ trên Căn cứ Hải quân Vịnh Guantanamo là đề tài phản đối ngoại giao liên tục của Cuba chống chính phủ Hoa Kỳ.
Đầu tháng 8 năm 1962, Hoa Kỳ nghi ngờ người Xô Viết đang xây dựng các cơ sở tên lửa tại Cuba. Trong suốt tháng đó, các cơ quan tình báo của họ thu thập thông tin về việc các nhân viên quan sát mặt đất phát hiện ra các chiến đấu cơ MiG-21 và các oanh tạc cơ hạng nhẹ Il-28 do Nga chế tạo. Các phi cơ do thám U-2 tìm thấy các nơi đặt tên lửa đất đối không S-75 Dvina (NATO đặt tên là SA-2) tại 8 vị trí khác nhau. Ngày 31 tháng 8, Thượng nghị sĩ Kenneth B. Keating, có lẽ nhận được thông tin từ những người Cuba lưu vong ở Florida, cảnh báo trong phòng họp Thượng viện Hoa Kỳ rằng Liên Xô có thể đang xây dựng một căn cứ tên lửa tại Cuba. Giám đốc CIA John A. McCone trở nên nghi ngờ hơn vì có nhiều báo cáo như thế. Ngày 10 tháng 8, ông viết một bản ghi nhớ gởi đến Tổng thống Kennedy trong đó ông đoán rằng người Xô Viết đang chuẩn bị đưa tên lửa đạn đạo vào Cuba.

## Cán cân quyền lực
Khi John F. Kennedy tranh cử tổng thống vào năm 1960, một trong những vấn đề then chốt tranh cử của ông là khoảng cách về số lượng tên lửa được cho là thiên lệch theo hướng người Nga dẫn đầu. Trong thực tế thì Hoa Kỳ dẫn đầu Liên Xô. Năm 1961, Xô Viết chỉ có bốn tên lửa đạn đạo liên lục địa (ICBM). Đến tháng 10 năm 1962, họ có thể có chừng vài chục tên lửa như vậy mặc dù một số ước tính của giới tình báo cho rằng con số đó có thể lên đến 75. Về phía Hoa Kỳ, họ có đến 170 tên lửa đạn đạo liên lục địa và nhanh chóng chế tạo thêm. Hoa Kỳ cũng có 8 tàu ngầm tên lửa đạn đạo lớp George Washington và lớp Ethan Allen, mỗi chiếc có khả năng phóng 16 tên lửa Polaris có tầm xa 2.000 cây số (1.400 dặm Anh). Khrushchev vô tình làm gia tăng thêm nhận thức về sự cách biệt số tên lửa khi ông lớn tiếng khoe khoang rằng Liên Xô đang chế tạo tên lửa "giống như làm xúc xích" nhưng số lượng và khả năng của chúng thì còn xa mới là sự thật. Tuy nhiên, Liên Xô có một số lượng lớn tên lửa đạn đạo tầm trung, khoảng 700. Trong hồi ký của ông, xuất bản vào năm 1970, Khrushchev viết, "Ngoài việc bảo vệ Cuba, các tên lửa của chúng ta sẽ cân bằng cái mà phương Tây thích gọi là "cán cân quyền lực""

## Chiến lược của Khối phía Đông
Nhà lãnh đạo Xô Viết Nikita Khrushchev vào năm 1962 đã đưa ra ý tưởng đối phó lại sự dẫn đầu ngày càng gia tăng của Hoa Kỳ trong việc phát triển và triển khai các tên lửa chiến lược bằng cách đặt các tên lửa hạt nhân tầm trung của chính mình tại Cuba. Phản ứng của Khrushchev một phần là do việc Hoa Kỳ đặt các tên lửa đạn đạo tầm trung PGM-19 Jupiter trên lãnh thổ Thổ Nhĩ Kỳ vào tháng 4 năm 1962.
Từ lúc mới bắt đầu, hoạt động của Xô Viết bao gồm hành động đánh lừa và chối cãi tinh vi, được biết tại Nga là Maskirovka. Tất cả các kế hoạch và chuẩn bị để chuyên chở và khai triển các tên lửa được tiến hành một cách tối mật, chỉ có một số rất ít người được thông báo về tính chất thật sự của sứ mệnh này. Thậm chí các binh sĩ được giao nhiệm vụ cũng bị đánh lạc hướng. Họ được cho biết rằng họ sẽ phải đi đến một vùng lạnh giá và được trang bị với các giày trượt tuyết, và các thứ trang bị mùa đông khác. Mật danh mà Xô Viết đặt, Chiến dịch Anadyr, cũng là tên của một con sông chảy vào trong Biển Bering và tên của thủ phủ vùng Chukotsky, một căn cứ oanh tạc cơ ở vùng viễn đông Nga. Tất cả những chi tiết này nhằm một mục đích là che giấu kế hoạch, không cho cả người trong và ngoài Xô Viết biết.
Đầu năm 1962, một nhóm chuyên gia xây dựng hệ thống tên lửa và quân sự của Liên Xô tháp tùng một phái đoàn nông nghiệp đến thủ đô La Habana. Họ có cuộc họp với nhà lãnh đạo Cuba, Fidel Castro. Giới lãnh đạo Cuba tin tưởng mạnh mẽ rằng Hoa Kỳ sẽ xâm chiếm Cuba lần nữa nên họ hăng hái chấp thuận ý tưởng lắp đặt các tên lửa hạt nhân tại Cuba. Các chuyên gia xây dựng hệ thống tên lửa núp dưới bóng là "những người điều khiển máy móc cơ giới", "các chuyên gia thủy lợi" và "các chuyên gia nông nghiệp" bắt đầu đến Cuba vào tháng 7. Nguyên soái Sergey Biryuzov, tư lệnh các lực lượng tên lửa Xô Viết, dẫn một nhóm chuyên gia thị sát đến Cuba. Ông nói với Khrushchev rằng các tên lửa này sẽ được che đậy và ngụy trang bên những cây cọ.
Giới lãnh đạo Cuba càng thêm tức giận khi Quốc hội Hoa Kỳ chấp thuận Giải pháp Quốc hội Hoa Kỳ số 230 vào tháng 9, cho phép sử dụng lực lượng quân sự tại Cuba nếu như lợi ích của Hoa Kỳ bị đe dọa. Cùng ngày hôm đó, Hoa Kỳ thông báo một cuộc tập trận quân sự trong vùng biển Caribe mang tên PHIBRIGLEX-62. Cuba lên án cuộc tập trận này như một sự cố ý khiêu khích và là bằng chứng cho thấy Hoa Kỳ có kế hoạch xâm chiếm Cuba.

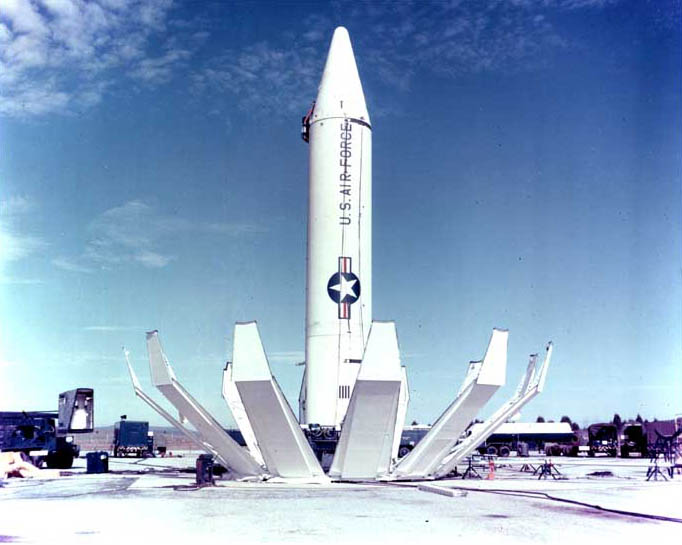
Tên lửa đạn đạo tầm trung, Jupiter. Hoa Kỳ bí mật đồng ý tháo bỏ các tên lửa này ra khỏi Ý và Thổ Nhĩ Kỳ.

Khrushchev và Castro đồng ý đặt các tên lửa hạt nhân chiến lược bí mật trên lãnh thổ Cuba. Giống như Castro, Khrushchev cảm thấy rằng việc Hoa Kỳ xâm chiếm Cuba là hiển nhiên, và rằng việc mất Cuba sẽ rất tai hại đối với phe cộng sản, đặc biệt là tại châu Mỹ Latin. Ông nói rằng ông muốn đối đầu với người Mỹ "hơn là lời nói...sự đáp trả hợp lý là tên lửa.":29 Người Xô Viết tiếp tục duy trì kế hoạch một cách bí mật, viết tay chi tiết kế hoạch của họ. Kế hoạch được Rodion Malinovsky chấp thuận ngày 4 tháng 7 và được Khrushchev chấp thuận ngày 7 tháng 7.
Dựa vào nhận định của họ cho rằng Tổng thống Hoa Kỳ Kennedy là một người thiếu tự tin trong suốt Sự kiện Vịnh Con Lợn nên giới lãnh đạo Xô Viết tin rằng Kennedy sẽ tránh đối đầu với Liên Xô và chấp nhận các tên lửa này như là một "sự việc đã rồi".:1 Ngày 11 tháng 9, Liên Xô công khai đưa ra cảnh cáo rằng một cuộc tấn công của Hoa Kỳ vào Cuba hay vào bất cứ tàu Xô Viết nào mang hàng tiếp tế đến hòn đảo này sẽ đồng nghĩa với chiến tranh. Người Xô Viết tiếp tục kế hoạch bí mật của mình và ngụy tạo hành động của họ tại Cuba. Họ liên tiếp chối cãi rằng vũ khí đang được đưa vào Cuba là loại vũ khí có bản chất tấn công. Ngày 7 tháng 9, Đại xứ Xô Viết Anatoly Dobrynin bảo đảm với Đại xứ Hoa Kỳ tại Liên Hợp Quốc, Adlai Stevenson rằng Liên Xô chỉ đang cung cấp các loại vũ khí phòng thủ cho Cuba. Ngày 11 tháng 9, Hãng thông tấn Liên Xô TASS thông báo rằng Liên Xô không cần thiết hay có ý định đưa tên lửa hạt nhân tấn công vào Cuba. Ngày 13 tháng 10, Dobrynin bị cựu Thứ trưởng Ngoại giao Hoa Kỳ Chester Bowles chất vấn rằng có phải Liên Xô đang đưa vũ khí tấn công vào Cuba. Dobrynin chối cãi là không có bất cứ kế hoạch nào như thế. Và rồi ngày 17 tháng 10, một lần nữa nhân viên sứ quán Liên Xô Georgy Bolshakov mang một thông điệp cá nhân từ Khrushchev đến cho Tổng thống Kennedy. Bức thông điệp này bảo đảm với tổng thống Hoa Kỳ rằng "dưới bất cứ tình hình nào đi nữa thì cũng không có chuyện các tên lửa địa đối địa sẽ được đưa vào Cuba.:494

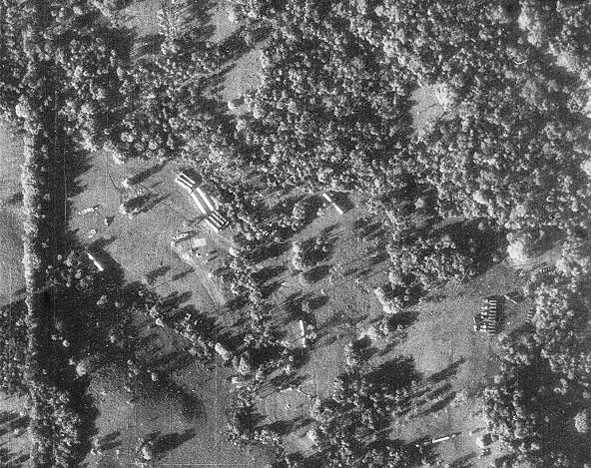
Ảnh chụp do phi cơ do thám U-2 chụp các tên lửa hạt nhân của Liên Xô tại Cuba. Các trang bị vận chuyển tên lửa và lều trại dựng lên để tiếp nhiên liệu và bảo trì được nhìn thấy trong ảnh.

Chuyến hàng đầu tiên có các tên lửa R-12 đến vào đêm 8 tháng 9, theo sau là chuyến hàng thứ hai vào ngày 16 tháng 9. Tên lửa R-12 là loại tên lửa đạn đạo tầm trung đầu tiên của Liên Xô có thể sử dụng được, loại đầu tiên được sản xuất hàng loạt, và là loại đầu tiên có trang bị 1 đầu đạn nhiệt hạch tâm do Liên Xô sản xuất. Đây là loại tên lửa nhiên liệu đẩy có thể cất giữ được trong kho, có thể di chuyển trên đường, được phóng đi từ mặt đất, có một tầng duy nhất và có khả năng mang vũ khí hạt nhân Liên Xô đang xây 9 vị trí - 6 cho các tên lửa tần trung R-12 (NATO đặt tên là SS-4 Sandal) có tầm hoạt động hữu hiệu là 2.000 km và 3 vị trí cho tên lửa đạn đạo R-14 (NATO đặt tên là SS-5 Skean) có tầm tối đa 4.500 km.

### Lập trường của Cuba
Vào ngày thứ hai, 7 tháng 10, Chủ tịch Cuba, Osvaldo Dorticós nói trước Đại hội đồng Liên Hợp Quốc như sau: "Nếu... chúng tôi bị tấn công, chúng tôi sẽ tự vệ. Tôi xin lặp lại, chúng tôi có đủ các phương tiện để tự vệ; chúng tôi thật sự có loại vũ khí thường thấy của chúng tôi, các loại vũ khí mà chúng tôi đã không muốn có và cũng như không muốn triển khai."

## Tên lửa bị phát hiện
Các tên lửa này cho phép Liên Xô đặt gần như toàn bộ Hoa Kỳ lục địa vào trong tầm mục tiêu hữu hiệu của mình. Kho vũ khí được hoạt định gồm có 40 giàn phóng tên lửa. Dân chúng Cuba dễ dàng nhìn thấy các tên lửa này được đưa đến và khai triển. Có hàng trăm tin đồn lan truyền đến thành phố Miami của Hoa Kỳ. Giới tình báo Hoa Kỳ nhận được vô số báo cáo về các tên lửa này. Nhiều trong số đó rất là mù mờ và thậm chí là buồn cười. Đa số các báo cáo này bị bỏ qua vì được cho rằng đó chỉ là những tên lửa phòng thủ. Duy nhất có 5 báo cáo là làm phiền các nhà phân tích. Các báo cáo này diễn tả các xe tải to lớn chạy ngang qua các thị trấn của Cuba vào ban đêm mang theo các vật thể hình trụ rất dài và được che phủ với vải lều. Các xe tải này không thể rẽ trái phải dễ dàng trong thị trấn. Chúng phải lùi sang trái sang phải, chạy tới...mỗi khi phải rẽ trái hay phải. Các tên lửa phòng thủ có thể rẽ trái phải dễ dàng. Các báo cáo này không dễ dàng gì bị bỏ qua.

### Các chuyến bay của phi cơ U-2 tìm thấy tên lửa

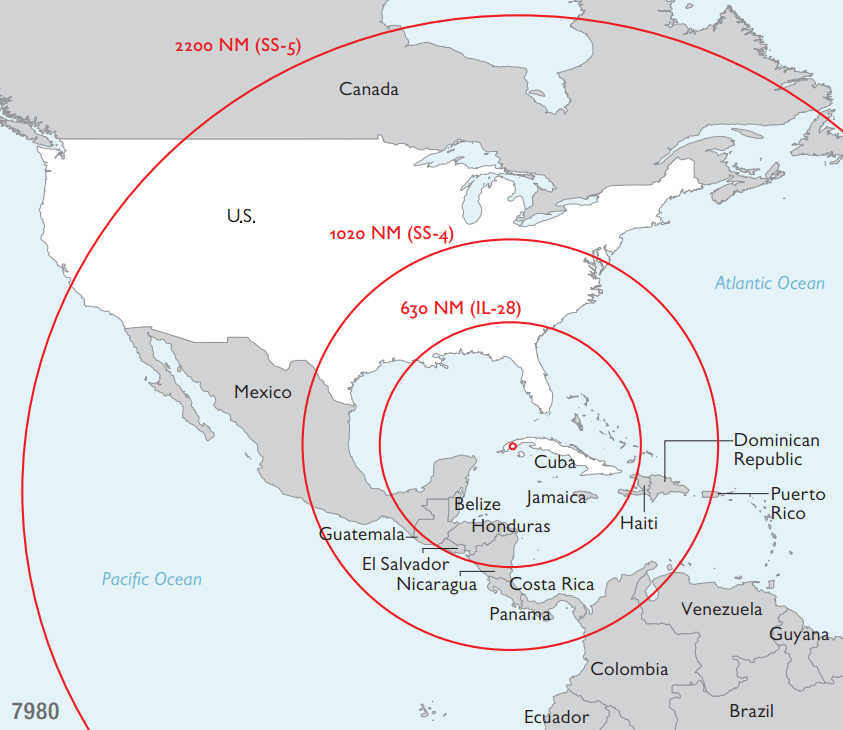
Theo tính toàn của Bộ Quốc phòng Hoa Kỳ, máy bay ném bom hạng nhẹ Ilyushin Il-28 có bán kính hoạt động 630 dặm, tên lửa SS-4 có tầm bắn 1020 dặm có thể khống chế toàn bộ miền Đông Hoa Ký, tên lửa SS-5 có tấm bắn 2.200 dặm có thể khống chế gần hết lãnh thổ Hoa Kỳ

Mặc dù ngày càng có bằng chứng về một sự gia tăng hoạt động quân sự tại Cuba nhưng không có chuyến bay nào do thám U-2 nào được tiến hành trên bầu trời Cuba từ ngày 5 tháng 9 đến ngày 14 tháng 10. Vấn đề đầu tiên mà khiến cho Hoa Kỳ ngưng các chuyến bay do thám là sự việc xảy ra vào ngày 30 tháng 8 - một chuyến bay do thám U-2 thuộc Bộ tư lệnh Không quân Chiến lược Hoa Kỳ bay lạc vào trong không phận đảo Sakhalin trong vùng Viễn Đông Nga. Người Xô Viết đưa ra phản đối về sự kiện này và Hoa Kỳ buộc phải đưa ra lời xin lỗi. Chín ngày sau, một phi cơ U-2 của Đài Loan làm chủ bị mất tích trên không phận phía tây của Trung Quốc, có lẽ là bị trúng một tên lửa SAM. Giới chức Hoa Kỳ lo ngại rằng một trong các tên lửa SAM của Cuba hay Liên Xô có thể sẽ bắn hạ một phi cơ U-2 của CIA và sẽ tạo ra một sự kiện quốc tế khác. Cuối tháng 9, phi cơ thám thính của Hải quân Hoa Kỳ chụp được hình ảnh tàu Kasimov của Liên Xô và hai kiện hàng lớn trên sàn tàu có kích cỡ và hình thù của các oanh tạc cơ hạng nhẹ Il-28.
Ngày 12 tháng 10, chính phủ Hoa Kỳ quyết định thuyên chuyển các sứ mệnh do thám bằng phi cơ U-2 sang cho Không quân Hoa Kỳ. Trong trường hợp, một phi cơ U-2 bị bắn rơi thì chính phủ nghĩ rằng chuyện chuyến bay của Không quân Hoa Kỳ sẽ dễ dàng giải thích hơn là các chuyến bay do CIA thực hiện. Cũng có thêm bằng chứng cho thấy Bộ Quốc phòng Hoa Kỳ và Không quân Hoa Kỳ vận động hành lang để được lãnh trách nhiệm thực hiện các chuyến bay do thám trên Cuba. Khi các sứ mệnh do thám được tái cho phép vào ngày 8 tháng 10 thì thời tiết đã không cho phép các chuyến bay thực hiện. Lần đầu tiên Hoa Kỳ có được bằng chứng hình ảnh về các tên lửa là vào ngày 14 tháng 10 khi phi cơ U-2, do thiếu tá Richard Heyser lái, chụp được 928 tấm hình. Những tấm hình này cho thấy hình ảnh của một vị trí xây dựng hệ thống tên lửa SS-4 ở San Cristóbal, tỉnh Pinar del Río, nằm ở phía tây Cuba.

### Tổng thống Hoa Kỳ được thông báo
Thứ tư ngày 17 tháng 10, Trung tâm Tình báo Hình ảnh Quốc gia của CIA duyệt xem các tấm hình của U-2 và nhận dạng ra các vật thể mà họ cho rằng là những tên lửa đạn đạo tầm trung. Chiều hôm đó, CIA thông báo đến Bộ Ngoại giao Hoa Kỳ và lúc 8:30pm giờ miền Đông Hoa Kỳ thì báo cáo đến Cố vấn An ninh Quốc gia Hoa Kỳ, McGeorge Bundy. Cố vấn An ninh Hoa Kỳ chọn giải pháp chờ đợi đến sáng mới thông báo cho tổng thống biết. Bộ trưởng Quốc phòng Hoa Kỳ Robert S. McNamara được báo cáo vắn tắt lúc nữa đêm. Lúc 8:30 a.m. giờ miền Đông Hoa Kỳ sáng thứ năm, Cố vấn An ninh Bundy họp với Tổng thống Kennedy và cho tổng thống xem các tấm hình và báo cáo ngắn ngủi với tổng thống về các phân tích hình ảnh của CIA. Lúc 6:30 p.m. giờ miền Đông Hoa Kỳ, Tổng thống Kennedy triệu tập một cuộc họp gồm 9 thành viên trong Hội đồng An ninh Quốc gia Hoa Kỳ cùng với 5 cố vấn then chốt khác trong một nhóm mà tổng thống chính thức đặt tên là Ủy ban Hành pháp Hội đồng An ninh Quốc gia sau ngày 22 tháng 10 bằng một "Bản ghi nhớ Hành động An ninh Quốc gia số 196".

### Phản ứng được xem xét

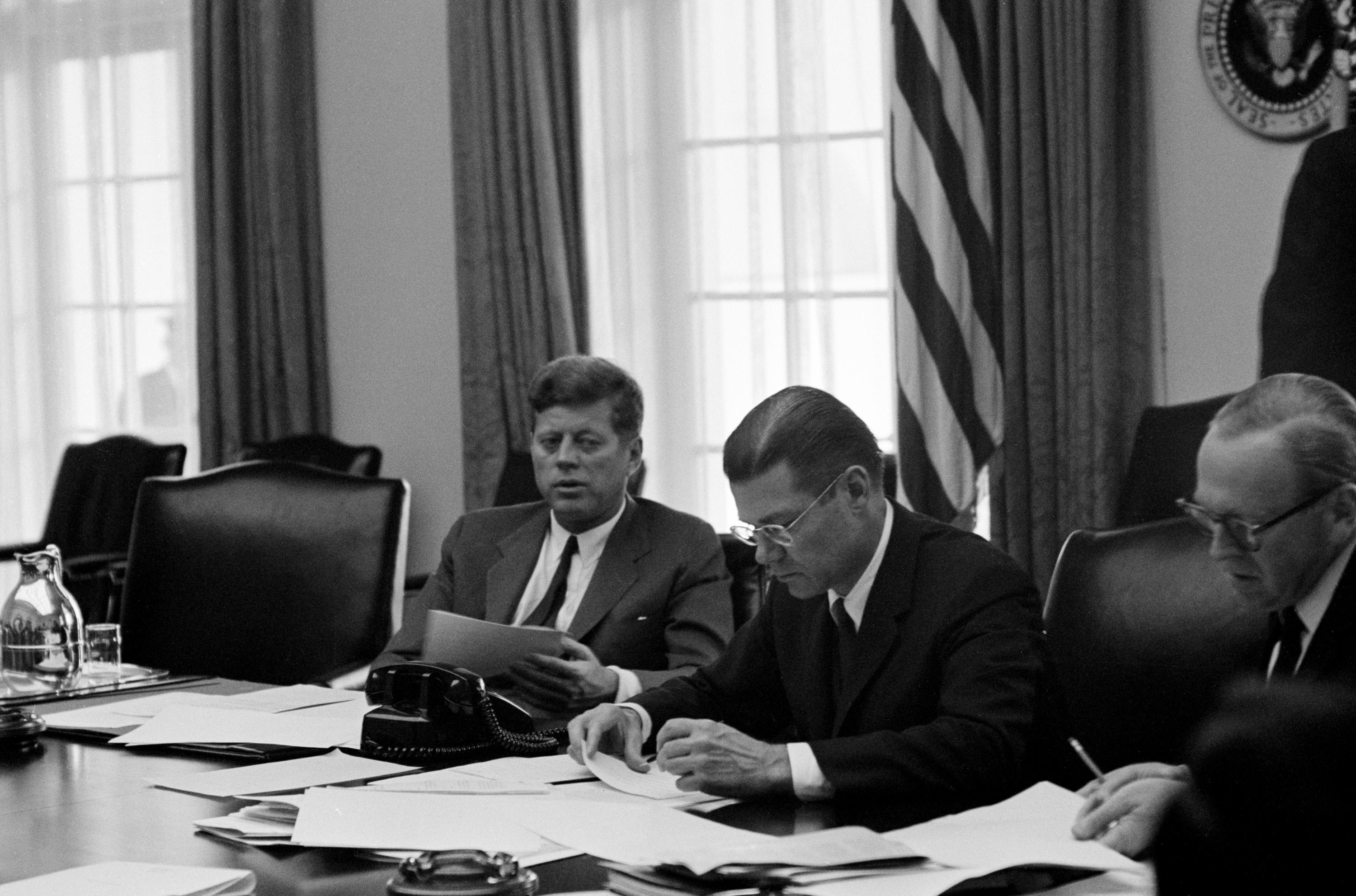
Tổng thống Kennedy và Bộ trưởng Quốc phòng McNamara trong một cuộc họp của Ủy ban Hành pháp Hội đồng An ninh Quốc gia Hoa Kỳ.

Hoa Kỳ không có dự tính gì lúc đó vì giới tình báo Hoa Kỳ luôn tin tưởng rằng Liên Xô sẽ chẳng bao giờ lắp đặt các tên lửa hạt nhân tại Cuba. Ủy ban Hành pháp Hội đồng An ninh Quốc gia nhanh chóng thảo luận 5 phương sách khả dĩ:
1. Không làm gì cả.
2. Dùng áp lực ngoại giao để buộc Liên Xô tháo bỏ các tên lửa.
3. Một cuộc không kích nhắm vào các tên lửa.
4. Một cuộc xâm chiếm toàn diện bằng quân sự.
5. Phong tỏa vùng biển Cuba. Được tái định nghĩa như một cuộc "cách ly" (ý nghĩa giống như cách ly bệnh nhân) có chọn lựa hơn.

Bộ Tổng tham mưu Liên quân Hoa Kỳ nhất trí đồng ý rằng một cuộc tấn công xâm chiếm toàn diện là giải pháp duy nhất. Họ tin rằng Liên Xô sẽ không tìm cách ngăn chặn Hoa Kỳ chiếm Cuba. Tuy nhiên Tổng thống Kennedy ngờ vực chuyện này.
| “ | Họ, không hơn chúng ta, có thể để yên những chuyện như thế này xảy ra mà không làm gì. Họ không thể, sau tất cả những lời tuyên bố của họ, cho phép chúng ta loại trừ các tên lửa của họ, giết chết nhiều người Nga, và rồi chẳng làm gì. Nếu họ không có hành động gì ở Cuba thì chắc chắn họ sẽ làm ở Berlin. | ” |

Tổng thống Kennedy kết luận rằng sự việc Cuba sẽ ra hiệu cho Liên Xô tái khởi động "một ranh giới rõ ràng" để chiếm đóng Berlin. Kennedy cũng tin rằng các đồng minh của Hoa Kỳ sẽ nghĩ Hoa Kỳ như "những anh cao bồi hiếu chiến hung hăng" đã để mất Berlin vì không thể giải quyết tình hình Cuba một cách hòa bình.:332
Ủy ban Hành pháp Hội đồng An ninh Quốc gia lại họp bàn về ảnh hưởng đối với cán cân quyền lực chiến lược, cả về mặt chính trị và quân sự. Bộ Tổng tham mưu Liên quân Hoa Kỳ tin rằng các tên lửa sẽ chuyển đổi cán cân quân sự trầm trọng, nhưng Bộ trưởng Quốc phòng Robert McNamara không đồng ý như vậy. Ông tin rằng các tên lửa này sẽ không có ảnh hưởng đến cán cân chiến lược gì cả. Thêm bốn mươi (tên lửa), ông lý luận rằng, sẽ làm thay đổi một ít khác biệt đối với toàn bộ cán cân chiến lược. Hoa Kỳ lúc đó đã có khoảng chừng 5.000 đầu đạn chiến lược,:261 trong khi Liên Xô chỉ có khoảng 300. Ông kết luận rằng việc Liên Xô có 340 đầu đạn cũng sẽ không làm thay đổi gì nhiều đối với cán cân chiến lược. Năm 1990 ông lập lại rằng "điều đó không tạo ra gì khác biệt...Cán cân quân sự vẫn không thay đổi. Lúc đó tôi đã không tin về điều đó, và bây giờ tôi vẫn không tin điều đó."
Tuy nhiên, Ủy ban Hành pháp Hội đồng An ninh Quốc gia đồng ý rằng các tên lửa sẽ ảnh hưởng đến cán cân chính trị. Thứ nhất, Tổng thống Kennedy đã hứa rõ ràng với dân chúng Mỹ non 1 tháng trước cuộc khủng hoảng rằng "nếu Cuba thủ đắc một khả năng tiến hành các hành động tấn công chống Hoa Kỳ...Hoa Kỳ sẽ hành động.":674-681 Thứ hai, uy tín của Hoa Kỳ đối với các quốc gia đồng minh và đối với nhân dân Mỹ sẽ bị tổn thương nếu Hoa Kỳ cho phép Liên Xô lộ diện sửa đổi cán cân chiến thuật bằng cách đặt các tên lửa trên lãnh thổ Cuba. Tổng thống Kennedy giải thích sau cuộc khủng hoảng rằng "về mặt chính trị, nó đã làm thay đổi cán cân quyền lực. Nó có vẻ là như thế và cái vẽ này góp phần tạo ra thực tế.":889-904

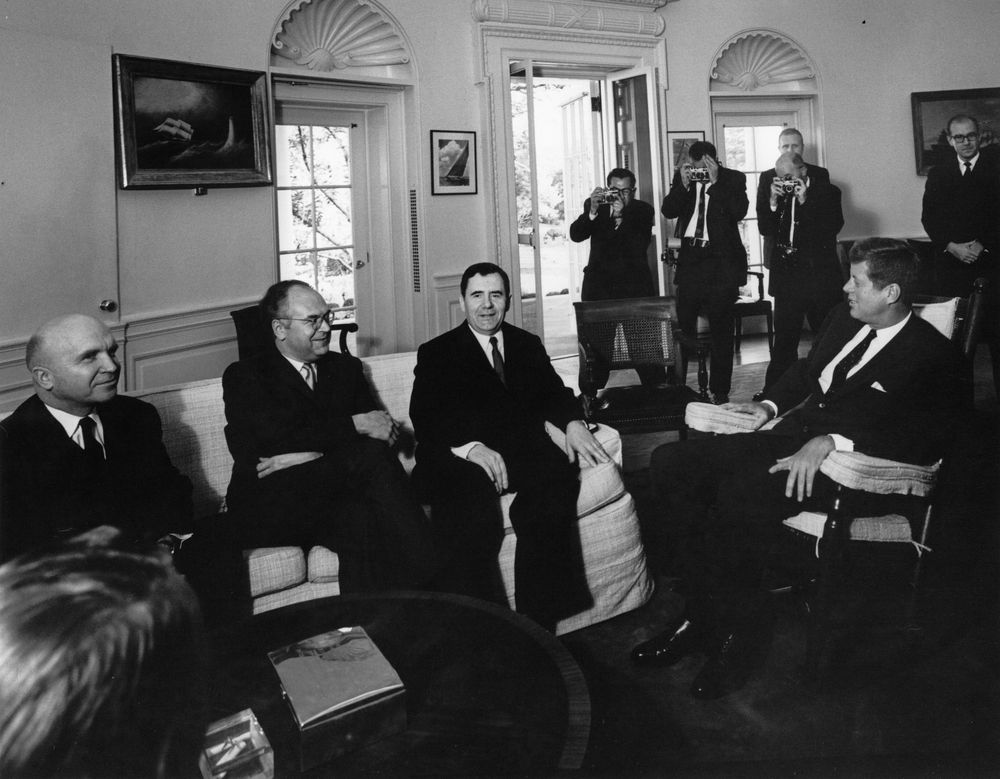
Tổng thống Kennedy họp với Ngoại trưởng Liên Xô Andrei Gromyko tại Văn phòng Bầu dục

Thứ năm, ngày 18 tháng 10, Tổng thống Kennedy họp với Ngoại trưởng Liên Xô Andrei Gromyko, người tuyên bố rằng các vũ khí này chỉ là những vũ khí tự vệ. Không muốn làm lộ những gì ông biết, và không muốn gây hoang mang cho dân chúng Mỹ, tổng thống không tiết lộ rằng ông đã biết về việc Liên Xô cho xây dựng các hệ thống tên lửa tại Cuba.
Thứ sáu, ngày 19 tháng 10, các chuyến bay thường xuyên của phi cơ do thám U-2 đã trưng bày ra bốn nơi có hoạt động xây dựng hệ thống tên lửa. Như một phần của cuộc phong tỏa Cuba, Quân đội Hoa Kỳ được đặt trong tình trạng cảnh báo cao độ để thi hành lệnh phong tỏa và sẵn sàng xâm chiếm Cuba khi có lệnh. Sư đoàn Cơ giới số 1 Hoa Kỳ được đưa đến tiểu bang Georgia, và năm sư đoàn lục quân được báo động chuẩn bị hành động. Bộ tư lệnh Không quân Chiến lược (SAC) gởi các oanh tạc cơ hạng trung B-47 Stratojet có tầm hoạt động ngắn hơn đến các phi trường dân sự và ra lệnh cho các oanh tạc cơ hạng nặng B-52 Stratofortress cất cánh chờ đợi ở lên cao.

## Các kế hoạch hành quân
Hai kế hoạch hành quân đã được xem xét. Kế hoạch Hành quân số 316 có bối cảnh là một cuộc xâm chiếm Cuba toàn diện do các đơn vị Lục quân và Thủy quân lục chiến Hoa Kỳ thực hiện với sự hỗ trợ của Hải quân sau các vụ không kích của Không quân và Hải quân Hoa Kỳ. Tuy nhiên, các đơn vị lục quân tại Hoa Kỳ gặp phải vấn đề thiếu phương tiện tiếp vận và cơ giới trong khi đó Hải quân Hoa Kỳ không thể cung cấp đủ phương tiện tấn công đổ bộ để đưa một lực lượng tầm cỡ trung bình của Lục quân vào lãnh thổ Cuba. Kế hoạch Hành quân 312, chủ yếu là hoạt động của Không quân Hoa Kỳ và lực lượng hàng không mẫu hạm của Hải quân, được lập kế hoạch với đầy đủ tính năng linh hoạt để vô hiệu hóa từng giàn phóng tên lửa để cung cấp không yểm cho các lực lượng trên mặt đất của Kế hoạch Hành quân 316.

## Cách ly

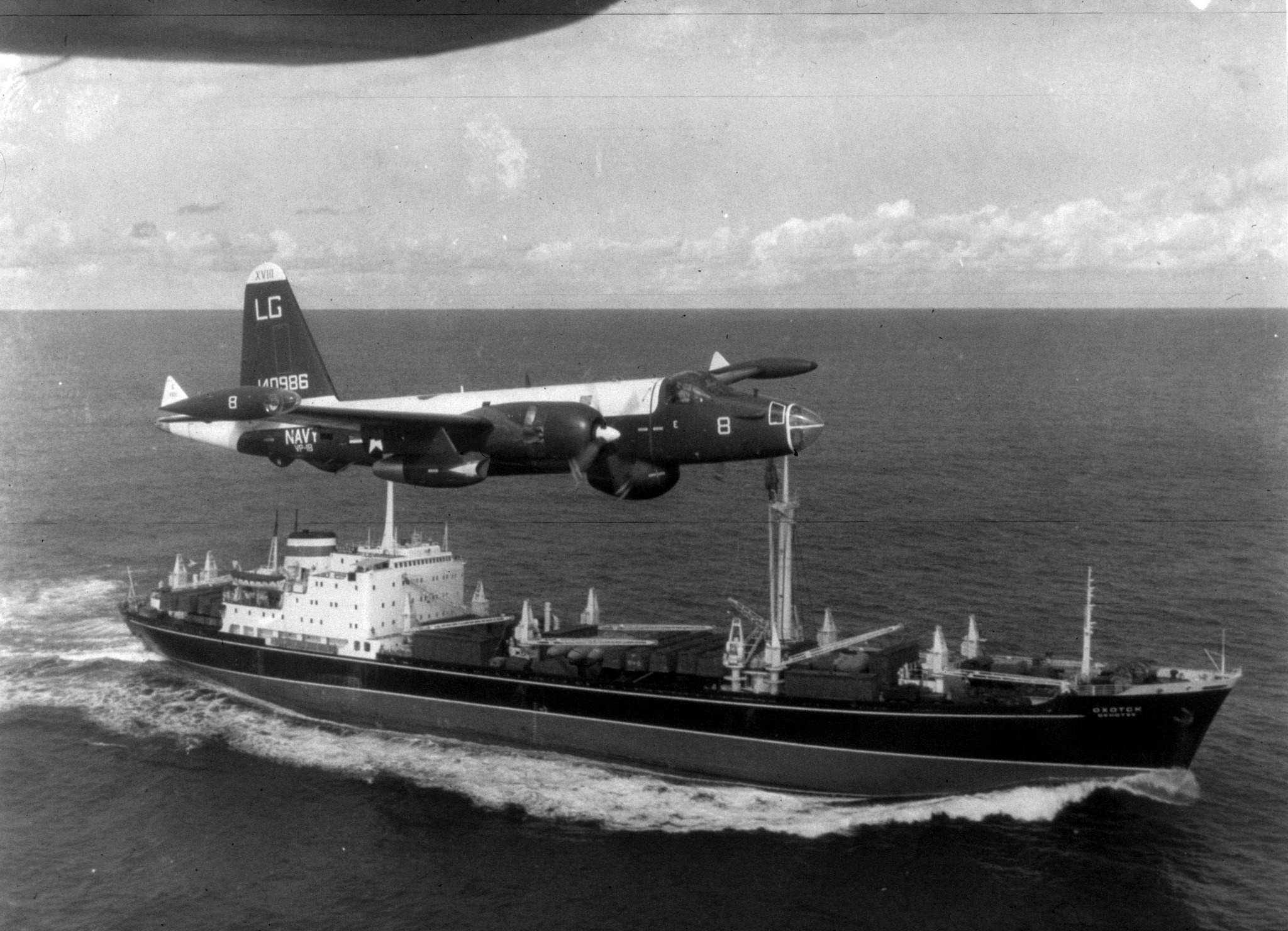
Một phi cơ P-2H Neptune thuộc Phi đoàn Tuần phòng số 18 đang bay phía trên tàu chở hàng Kasimov của Liên Xô. Trên sàn tàu có các kiện hàng chứa các oanh tạc cơ Il-28.

Tổng thống Kennedy họp với các thành viên trong Ủy ban Hành pháp Hội đồng An ninh Quốc gia Hoa Kỳ và các cố vấn cao cấp khác suốt ngày chủ nhật 21 tháng 10 để xem xét hai giải pháp được chọn lựa còn lại: một là không kích thẳng vào các căn cứ tên lửa tại Cuba hay phong tỏa bằng hải quân chống Cuba. Một cuộc xâm chiếm toàn diện không phải là giải pháp lựa chọn đầu tiên của chính phủ Hoa Kỳ, nhưng phải làm một cái gì đó. Bộ trưởng Quốc phòng Hoa Kỳ Robert McNamara ủng hộ cuộc phong tỏa bằng hải quân như là một hành động quân sự có giới hạn và mạnh mẽ chứng tỏ rằng Hoa Kỳ đang nắm quyền kiểm soát. Theo luật quốc tế, một cuộc phong tỏa là một hành động chiến tranh nhưng chính phủ Kennedy không nghĩ rằng Liên Xô sẽ bị khiêu khích để tấn công chỉ vì một cuộc phong tỏa.
Đô đốc George Whelan Anderson, Jr., Tham mưu trưởng Hải quân Hoa Kỳ viết một bài lý luận giúp Tổng thống Kennedy phân biệt giữa một cuộc cách ly vũ khí tấn công và một cuộc phong tỏa tất cả mọi thứ hàng hóa. Đô đốc cho biết rằng một cuộc phong tỏa cổ điển không phải là chủ ý ban đầu. Vì nó xảy ra trong vùng biển quốc tế nên Tổng thống Kennedy xin sự chấp thuận của Tổ chức các Quốc gia châu Mỹ cho hành động quân sự theo các điều khoản phòng vệ bán cầu của Hiệp ước Rio.
| “ | Sự tham gia của các quốc gia châu Mỹ Latin trong cuộc cách ly hiện nay gồm có hai khu trục hạm của Argentine, báo cáo trực tiếp với Tư lệnh Hoa Kỳ đặc trách Nam Đại Tây Dương (gọi tắt là COMSOLANT) đóng tại Trinidad ngày 9 tháng 11. Một tàu ngầm của Argentine và một tiểu đoàn Thủy quân lục chiến sẵn sàng được vận chuyển đến nơi tác chiến khi cần thiết. Ngoài ra, hai khu trục hạm của Venezuela và một tàu ngầm đã báo cáo với Tư lệnh Hoa Kỳ đặc trách Nam Đại Tây Dương, sẵn sàng tiến ra biển vào ngày 2 tháng 11. Chính phủ Trinidad và Tobago cho phép các tàu chiến của các quốc gia thuộc Tổ chức các Quốc gia châu Mỹ sử dụng Căn cứ hải quân Chaguaramas trong suốt thời gian có cuộc cách ly. Cộng hòa Dominican chuẩn bị sẵn một tàu hộ tống. Colombia theo tin báo cáo đã sẵn sàng cung cấp các đơn vị và đã gởi các sĩ quan quân sự đến Hoa Kỳ để thảo luận việc giúp đỡ. Không quân Argentine không chính thức hứa cung cấp ba phi cơ SA-16 ngoài những lực lượng đã được đưa đến hoạt động trong vùng cách ly. | ” |

| “ | Ban đầu hành động này gồm có một cuộc phong tỏa bằng hải quân chống các loại vũ khí tấn công theo các điều khoản khung của Tổ chức các Quốc gia châu Mỹ và Hiệp ước Rio. Một cuộc phong tỏa như thế có thể được mở rộng bao gồm tất cả các loại hàng hóa và cả hàng không. Hành động mở rộng này sẽ được tính đến bằng việc theo dõi tình hình ở Cuba. Kịch bản của Tham mưu trưởng Hải quân Hoa Kỳ được theo dõi sát để tiến hành các bước sau đó của cuộc cách ly. | ” |

Ngày 19 tháng 10, Ủy ban Hành pháp Hội đồng An ninh Quốc gia Hoa Kỳ thành lập các nhóm hành động riêng biệt để xem xét các chọn lựa phong tỏa và không kích, và đến chiều hôm đó đa số ủng hộ Ủy ban Hành chính Hội đồng An ninh Quốc gia Hoa Kỳ chuyển sang lựa chọn phong tỏa.

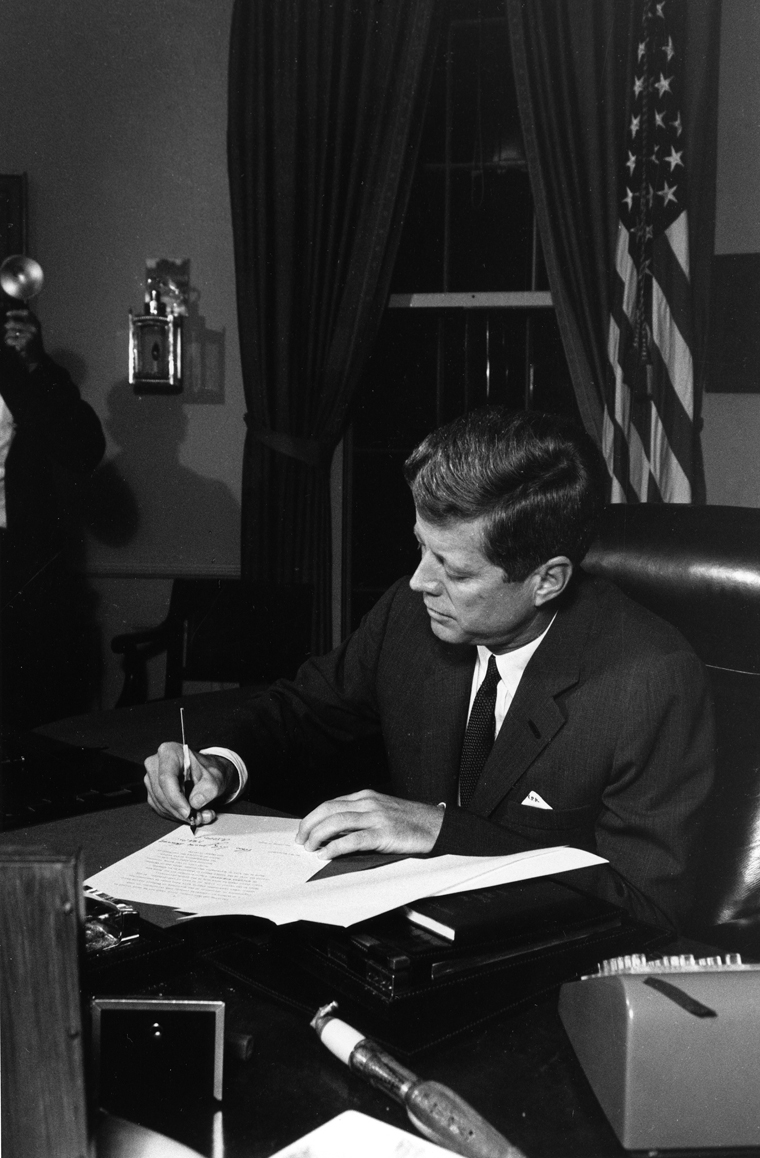
Tổng thống Kennedy ký bản "tuyên bố cấm đưa vũ khí tấn công đến Cuba" tại Phòng Bầu dục ngày 31 tháng 10 năm 1962.

Lúc 3:00 p.m. (giờ miền Đông Hoa Kỳ) trưa thứ hai ngày 22 tháng 10, Tổng thống Kennedy chính thức thành lập Ủy ban Hành chính (EXCOMM) bằng Bản ghi nhớ Hành động An ninh Quốc gia số 196. Lúc 5:00 p.m., tổng thống họp với các nhà lãnh đạo Quốc hội Hoa Kỳ luôn lên tiếng chống đối một cuộc phong tỏa và đòi hỏi một biện pháp phản ứng mạnh mẽ hơn. Tại Moscow, Đại xứ Mỹ Kohler thông báo ngắn ngủi với Chủ tịch Liên Xô Khrushchev về vụ phong tỏa đang chờ lệnh và bài diễn văn của Tổng thống Kennedy gởi đến quốc dân Hoa Kỳ. Các đại xứ khắp thế giới chuyển thông báo đến các lãnh đạo ngoài Khối phía Đông. Trước khi đọc diễn văn, các phái đoàn của Mỹ họp với Thủ tướng Canada John Diefenbaker, Thủ tướng Anh Harold MacMillan, Thủ tướng Tây Đức Konrad Adenauer, và Tổng thống Pháp Charles de Gaulle để giải trình ngắn gũi với họ các tin tình báo của Hoa Kỳ và phản ứng đã được đề nghị. Tất cả đều ủng hộ lập trường của Hoa Kỳ.
Chiều tối thứ hai ngày 22 tháng 10 lúc 7:00 p.m. giờ miền Đông Hoa Kỳ, Tổng thống Kennedy đọc diễn văn trên truyền hình được trình chiếu trên toàn quốc để thông báo việc khám phá ra các tên lửa tại Cuba.
| “ | Đây là chính sách của quốc gia này xem bất cứ tên lửa hạt nhân nào phóng đi từ Cuba để chống bất cứ quốc gia nào trong Tây Bán cầu đều là một cuộc tấn công vào Hoa Kỳ và vì thế phải bị phản ứng trả đũa toàn diện nhắm vào Liên Xô. | ” |

Tổng thống Kennedy diễn tả kế hoạch của chính phủ Hoa Kỳ như sau:
| “ | Để chấm dứt sự tăng cường sức mạnh tấn công này, một cuộc cách ly có giới hạn nhằm vào các trang bị quân sự tấn công đang được đưa đến Cuba hiện đang được khởi sự. Tất cả tàu bè các loại đi đến Cuba từ bất cứ quốc gia nào hải cảng nào, nếu bị tìm thấy có chứa vũ khí tấn công, sẽ bị bắt buộc quay đầu trở lại. Việc cách ly này sẽ được mở rộng nếu cần đối với các loại hàng hóa và tàu bè vận chuyển khác. Tuy nhiên hiện nay chúng ta không phải ngăn cản những hàng nhu yếu phẩm cần thiết cho cuộc sống như người Liên Xô đã tìm cách làm vậy trong cuộc phong tỏa Berlin năm 1948. | ” |

Trong khi bài diễn văn được đọc thì một sắc lệnh được đưa đến các lực lượng Mỹ khắp thế giới, đặt họ dưới tình trạng báo động sẵn sàng chiến đấu cấp 3 trên biểu đồ báo động có mức độ tối đa là 5.

### Khủng hoảng sâu

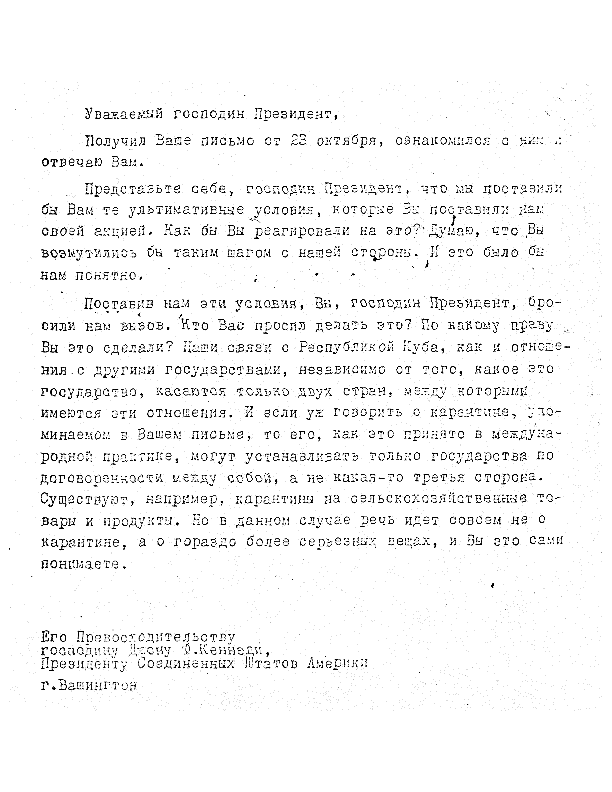
Thư của nhà lãnh đạo Liên Xô Nikita Khrushchev gởi Tổng thống Kennedy nói rằng cuộc cách ly khủng hoảng tên lửa Cuba "đang tạo ra một hành động gây hấn"

Ngày thứ ba 23 tháng 10 lúc 11:24 a.m. giờ miền Đông Hoa Kỳ, một bức điện tín được George Ball thảo, được gởi đến Đại sứ Hoa Kỳ tại Thổ Nhĩ Kỳ và Đại sứ Hoa Kỳ tại NATO thông báo với họ rằng chính phủ đang xem xét một lời đề nghị tháo bỏ cái mà Hoa Kỳ biết rõ là những tên lửa gần như phế thải khỏi Ý và Thổ Nhĩ Kỳ để đổi lại việc Liên Xô rút khỏi Cuba. Các giới chức Thổ Nhĩ Kỳ đáp rằng họ sẽ "bực bội sâu sắc" về bất cứ sự trao đổi nào đối với các tên lửa của Hoa Kỳ hiện diện trên lãnh thổ của họ. Hai ngày sau, vào buổi sáng thứ năm ngày 25 tháng 10, nhà báo Walter Lippman đề nghị tương tự trên trang xã luận của mình. Castro tái xác nhận quyền tự vệ của Cuba và nói rằng tất cả các vũ khí này là vũ khí tự vệ và sẽ không cho phép bất cứ một cuộc thanh tra nào.

### Phản ứng của quốc tế
Bài diễn văn của Tổng thống Kennedy không mấy được người ta ưa thích tại Vương quốc Anh. Ngày hôm sau, báo chí Anh nhắc lại những hành động sai trái của CIA trước đây và ngờ vực rằng có sự hiện hữu các căn cứ của Liên Xô tại Cuba. Họ cho rằng hành động của Tổng thống Kennedy có thể là liên quan đến việc tái tranh cử của ông.
Hai ngày sau khi Kennedy đọc bài diễn văn, tờ Nhân dân Nhật báo của Trung Quốc thông báo rằng "650.000.000 người Trung Hoa, nam và nữ sát cánh cùng nhân dân Cuba".
Tại Tây Đức, báo chí ủng hộ phản ứng của Hoa Kỳ. Đây là phản ứng trái ngược của báo chí Tây Đức đối với những hành động quỳ gối yếu đuối của Mỹ trong vùng suốt những tháng trước đó. Họ cũng tỏ rõ một nỗi lo sợ rằng Liên Xô có thể sẽ trả đũa tại Berlin. Tại Pháp vào ngày 23 tháng 10, cuộc khủng hoảng đã chiếm trọn trang đầu của tất cả các nhật báo. Ngày hôm sau, một bài xã luật đăng trên tờ Le Monde tỏ vẻ nghi ngờ về sự xác thực của những bằng chứng ảnh của CIA. Hai ngày sau đó, sau một chuyến viếng thăm của một viên chức cao cấp của CIA, họ mới chấp nhận tính xác thực của những tấm hình. Cũng tại Pháp, số báo ra ngày 29 tháng 10 của tờ Le Figaro, Raymond Aron viết bài ủng hộ phản ứng của Hoa Kỳ.

### Truyền thông Xô Viết
Vào lúc cuộc khủng hoảng tiếp diễn không ngừng, vào đêm thứ tư ngày 24 tháng 10, thông tấn xã Liên Xô (TASS) phát đi bức điện tín của nhà lãnh đạo Liên Xô Khrushchev gởi Tổng thống Hoa Kỳ Kennedy, trong đó ông Khrushchev cảnh báo rằng "hành động ăn cướp" của Hoa Kỳ sẽ dẫn đến chiến tranh. Tuy nhiên vào lúc 9:24 p.m., theo sau bức điện tín vừa kể là một bức điện tín khác cũng từ ông Khrushchev gởi đến ông Kennedy mà được nhận vào lúc 10:52 p.m. giờ miền Đông Hoa Kỳ trong đó Khrushchev nói rằng "Nếu ông bình tĩnh định lượng tình hình đang tiến triển và không phó thác cho cảm xúc thì ông sẽ hiểu rằng Liên Xô sẽ không thể không bác bỏ những yêu sách độc đoán của Hoa Kỳ." và rằng Liên Xô xem cuộc phong tỏa như là một hành động gây hấn và tàu thuyền sẽ được chỉ thị làm ngơ cuộc phong tỏa này.

### Hoa Kỳ nâng mức báo động

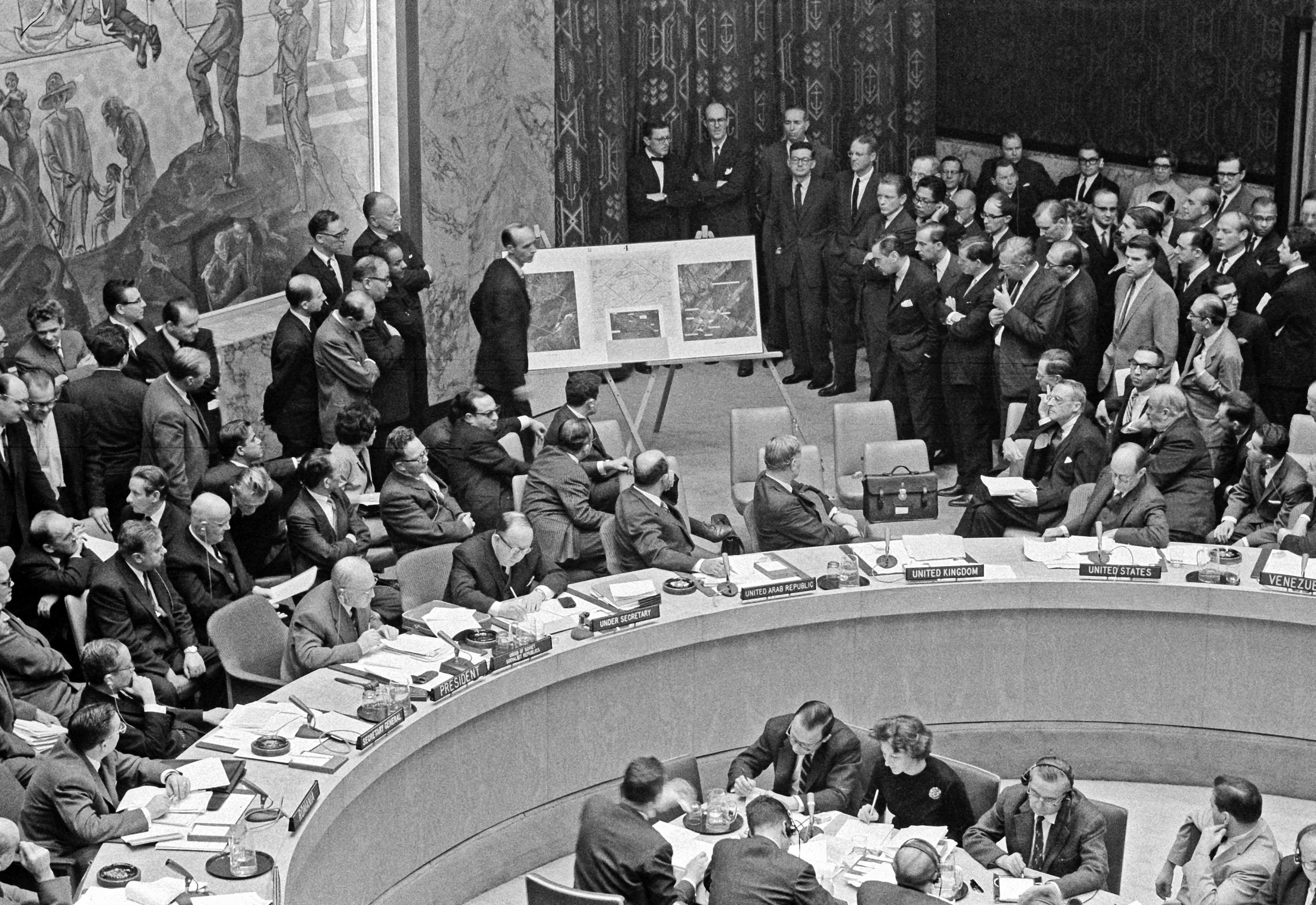
Đại sứ Hoa Kỳ tại Liên Hợp Quốc Adlai Stevenson trình bày các không ảnh chụp các tên lửa ở Cuba cho Liên Hợp Quốc xem vào tháng 11 năm 1962.

Liên Hợp Quốc kêu cầu một cuộc họp khẩn cấp Hội đồng Bảo an Liên Hợp Quốc vào ngày thứ năm 25 tháng 10. Bằng giọng nói lớn tiếng đòi hỏi, Đại sứ Hoa Kỳ tại Liên Hợp Quốc, Adlai Stevenson, chất vấn Đại sứ Liên Xô Valerian Zorin trong cuộc họp khẩn và yêu cầu ông thừa nhận về sự tồn tại của những tên lửa tại Cuba. Đại sứ Liên Xô Zorin từ chối trả lời. Ngày hôm sau lúc 10:00 p.m. giờ miền Đông Hoa Kỳ, Hoa Kỳ nâng mức báo động sẵn sàng chiến đấu của các lực lượng thuộc Bộ tư lệnh Không quân Chiến lược Hoa Kỳ lên cấp 2 trên 5. Đây là lần duy nhất được xác nhận trong Lịch sử Hoa Kỳ, các oanh tạc cơ B-52 được phân tán đến nhiều vị trí khác nhau và sẵn sàng cất cánh với đầy đủ trang bị trong vòng 15 phút khi được lệnh. Một phần tám trong số 1.436 oanh tạc cơ của Bộ tư lệnh Không quân Chiến lược Hoa Kỳ được cảnh báo trên không trung. Khoảng 145 tên lửa đạn đạo liên lục địa được cảnh báo sẵn sàng trong khi đó Bộ tư lệnh Phòng không Hoa Kỳ (ADC) tái triển khai 161 phi cơ đánh chặn mang vũ khí hạt nhân đến 16 phi trường khắp nơi trong vòng 9 giờ. Một phần ba trong số phi cơ đánh chặn được đặt trong tình trạng sẵn sàng chiến đấu trong vòng 15 phút.
"Đến ngày 22 tháng 10, Bộ tư lệnh Không quân Chiến thuật (TAC) có 511 khu trục cơ cộng các phi cơ tiếp liệu và phi cơ thám thính hỗ trợ được khai triển để đối phó với Cuba, được đặt trong tình trạng báo động trong vòng 1 giờ đồng hồ. Tuy nhiên, Bộ tư lệnh Không quân Chiến thuật và Cục Vận tải Không quân Hoa Kỳ gặp nhiều vấn đề. Việc tập trung các phi cơ quân sự tại Florida đã làm căng giản các đơn vị hỗ trợ và bộ tư lệnh; chúng ta đối mặt với sự thiếu nhân sự về thông tin liên lạc, trang bị vũ khí và an ninh; sự thiếu ủy quyền ban đầu cho phép tích trữ đạn dược thông thường dành cho chiến tranh đã buộc Bộ tư lệnh Không quân Chiến thuật phải cầu khẩn van xin; và việc thiếu các phương tiện không vận để hỗ trợ một cuộc thả trang bị lớn từ trên không xuống mà rất cần thiết để tổng động viên 24 phi đoàn trừ bị." 
Sáng thứ năm ngày 25 tháng 10 lúc 1:45 a.m. giờ miền Đông Hoa Kỳ, Tổng thống Kennedy trả lời điện tín của nhà lãnh đạo Liên Xô Khrushchev rằng Hoa Kỳ buộc phải hành động sau khi nhận liên tiếp những lời bảo đảm rằng không có tên lửa tấn công đang được khai triển tại Cuba, và rằng khi những lời bảo đảm này được chứng minh là sai sự thật thì việc khai triển "cần phải có những sự đáp trả mà tôi đã thông báo trước đây... Tôi hy vọng chính phủ của ông sẽ có hành động cần thiết để làm cho tình hình trở về trạng thái ban đầu."

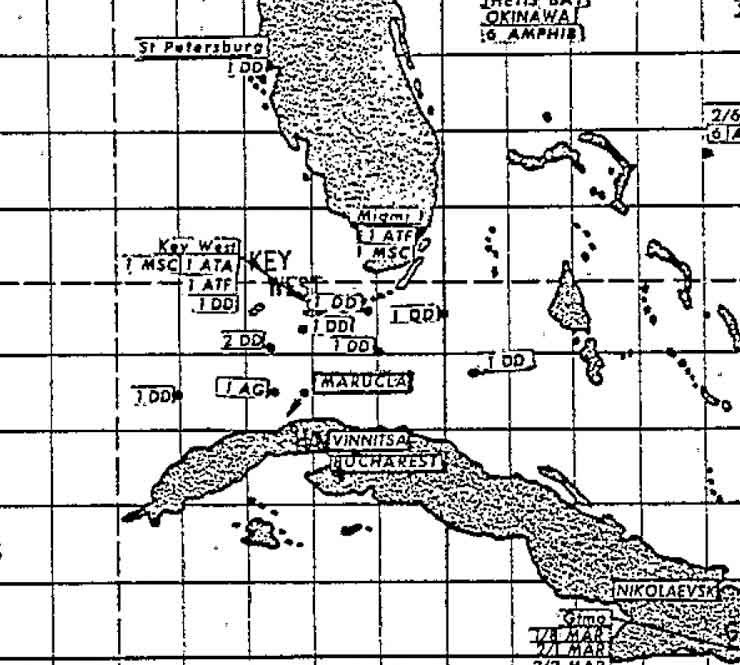
Một bản đồ vừa mới được công khai, được Hạm đội Đại Tây Dương của Hải quân Hoa Kỳ dùng trước đây, cho thấy vị trí của các tàu Liên Xô và Mỹ hoạt động vào lúc cuộc khủng hoảng lên đến cao độ.

### Cách ly bị thách thức
Sáng thứ năm lúc 7:15 a.m. giờ miền Đông Hoa Kỳ, hàng không mẫu hạm chống tàu ngầm USS Essex và khu trục hạm USS Gearing tìm cách đón đầu chiếc Bucharest nhưng thất bại. Đơn giản là vì chiếc tàu không có chứa bất cứ vật liệu quân sự nào nên nó được cho qua khu vực bị phong tỏa. Chiều hôm đó lúc 5:43 p.m., tư lệnh đặc trách nỗ lực phong tỏa ra lệnh cho khu trục hạm USS Kennedy đón chặn và đưa người lên tàu hàng Marucla của Li Băng. Sự việc xảy ra vào ngày hôm sau, và chiếc Marucla được cho phép đi qua khu vực phong tỏa sau khi hàng hóa được kiểm tra.
Lúc 5:00 p.m. giờ miền Đông Hoa Kỳ tối thứ năm, William Clements thông báo rằng các tên lửa tại Cuba vẫn còn đang được tiến hành triển khai. Báo cáo này sau đó được CIA kiểm chứng cho thấy không có dấu hiệu chậm tiến độ khai triển nào cả. Để đáp lại, Tổng thống Kennedy ra Bản ghi nhớ Hành động An ninh số 199, cho phép gắn các vũ khí hạt nhân vào các phi cơ theo sự chỉ đạo của SACEUR (đây là bộ phận có nhiệm vụ tiến hành các cuộc không kích trước tiên vào Liên Xô). Suốt ngày hôm đó, Liên Xô đáp ứng lại việc phong tỏa bằng cách ra lệnh quay đầu 14 tàu của họ được tin là có chở các vũ khí tấn công.

### Khủng hoảng rơi vào bế tắc
Sáng thứ sáu hôm sau ngày 26 tháng 10, Tổng thống Kennedy thông báo với Ủy ban Hành pháp Hội đồng An ninh Quốc gia Hoa Kỳ rằng ông tin rằng chỉ có một cuộc xâm chiếm mới có thể tháo bỏ các tên lửa khỏi Cuba. Tuy nhiên, ông được thuyết phục chờ đợi thêm thời gian và tiếp tục bằng cả áp lực ngoại giao và quân sự. Ông đồng ý và ra lệnh thực hiện các chuyến bay ở độ thấp trên Cuba tăng từ 2 chuyến mỗi ngày lên đến một chuyến trong mỗi hai tiếng đồng hồ. Ông cũng ra lệnh một chương trình khởi sự để xây dựng một chính phủ dân sự mới tại Cuba nếu như một cuộc xâm chiếm được xúc tiến.
Vào thời điểm này, bề ngoài có vẻ cuộc khủng hoảng đang bị bế tắc. Liên Xô không có dấu hiệu gì cho thấy rằng họ sẽ lùi bước mà còn phát biểu nhiều lần theo hướng đối ngược. Hoa Kỳ không có lý do gì tin tưởng có sự nhường bước của Liên Xô và chuẩn bị trong giai đoạn đầu cho một cuộc xâm chiếm song song với một cuộc tấn công bằng hạt nhân vào Liên Xô trong trường hợp Liên Xô phản ứng bằng quân sự mà được tin là sẽ xảy ra.

## Các cuộc thảo luận bí mật
Lúc 13:00., giờ miền Đông Hoa Kỳ, thứ sáu ngày 26 tháng 10, thông tín viên tin tức John A. Scali của đài truyền hình ABC dùng cơm trưa với Aleksandr Fomin (là bí danh của Alexander Feklisov, một trưởng toán KGB tại Washington D.C.) theo lời mời của Fomin. Fomin nhận định "Chiến tranh dường như sắp bùng nổ" và yêu cầu thông tín viên Scali dùng mối liên hệ quen biết để nói chuyện với "những người bạn cao cấp" của ông ở Bộ Ngoại giao Hoa Kỳ để xem Hoa Kỳ có thích thú đến giải pháp ngoại giao hay không. Formin đề nghị ngôn từ giao dịch sẽ gồm có một sự bảo đảm của Liên Xô về việc tháo bỏ các vũ khí dưới sự giám sát của Liên Hợp Quốc và rằng Fidel Castro sẽ công bố rằng ông sẽ không chấp thuận những loại vũ khí như thế trong tương lai, tất cả để đánh đổi lời tuyên bố công khai của Hoa Kỳ rằng Hoa Kỳ sẽ không bao giờ xâm chiếm Cuba. Hoa Kỳ phản ứng bằng cách yêu cầu chính phủ Brasil chuyển thông điệp đến Castro rằng Hoa Kỳ sẽ "không thể nào xâm chiếm" Cuba nếu các tên lửa được dẹp bỏ.
Chiều thứ sáu ngày 26 tháng 10 lúc 6:00 p.m. giờ miền Đông Hoa Kỳ, Bộ Ngoại giao Hoa Kỳ bắt đầu nhận được một thông điệp có lẽ là được chính nhà lãnh đạo Liên Xô Khrushchev viết. Lúc đó là 2:00 a.m. ngày thứ bảy ở Moscow. Lá thư dài này phải mất vài phút mới đến được và phải mất thêm một khoản thời gian để phiên dịch và ghi chép lại.
Robert Kennedy diễn tả bức thư này là "rất dài và đầy cảm xúc". Nhà lãnh đạo Liên Xô Khrushchev nhắc lại các ý cơ bản mà đã được đề cập với thông tín viên John Scali trước đó trong ngày là "Tôi đề nghị: Về phần chúng tôi, chúng tôi sẽ tuyên bố các tàu của chúng tôi đang hướng về Cuba không có mang bất cứ loại vũ khí nào. Ngài sẽ tuyên bố rằng Hoa Kỳ sẽ không xâm chiếm Cuba bằng lực lượng của mình và sẽ không hỗ trợ bất cứ lực lượng nào khác mà có ý định xâm nhập Cuba. Khi đó sự hiện diện cần thiết của các chuyên viên quân sự của chúng tôi tại Cuba sẽ biến mất". Lúc 6:45 p.m. giờ miền Đông Hoa Kỳ, tin tức về lời đề nghị của Fomin với thông tín viên Scali cuối cùng được loan báo và được người ta diễn giải đó như là một sự chuẩn bị để lá thư của nhà lãnh đạo Liên Xô Khrushchev gởi đến. Lúc đó lá thư được xem là chính thức và xác thực mặc dù sau này người ta biết được rằng Fomin dường như đưa ra lời đề nghị riêng của mình mà không có sự hậu thuẫn chính thức nào. Lệnh nghiên cứu thêm về lá thư được đưa ra và sự việc này tiếp tục cho đến tối.

### Cuộc khủng hoảng tiếp diễn
| “ | Cuộc xâm lăng trực tiếp chống Cuba sẽ đồng nghĩa với chiến tranh hạt nhân. Người Mỹ nói về cuộc xâm lăng như thế giống như họ không biết hoặc không muốn chấp nhận sự thật này. Tôi không hoài nghi rằng họ sẽ thua một cuộc chiến như thế. —Ernesto "Che" Guevara, tháng 10 năm 1962 | ” |

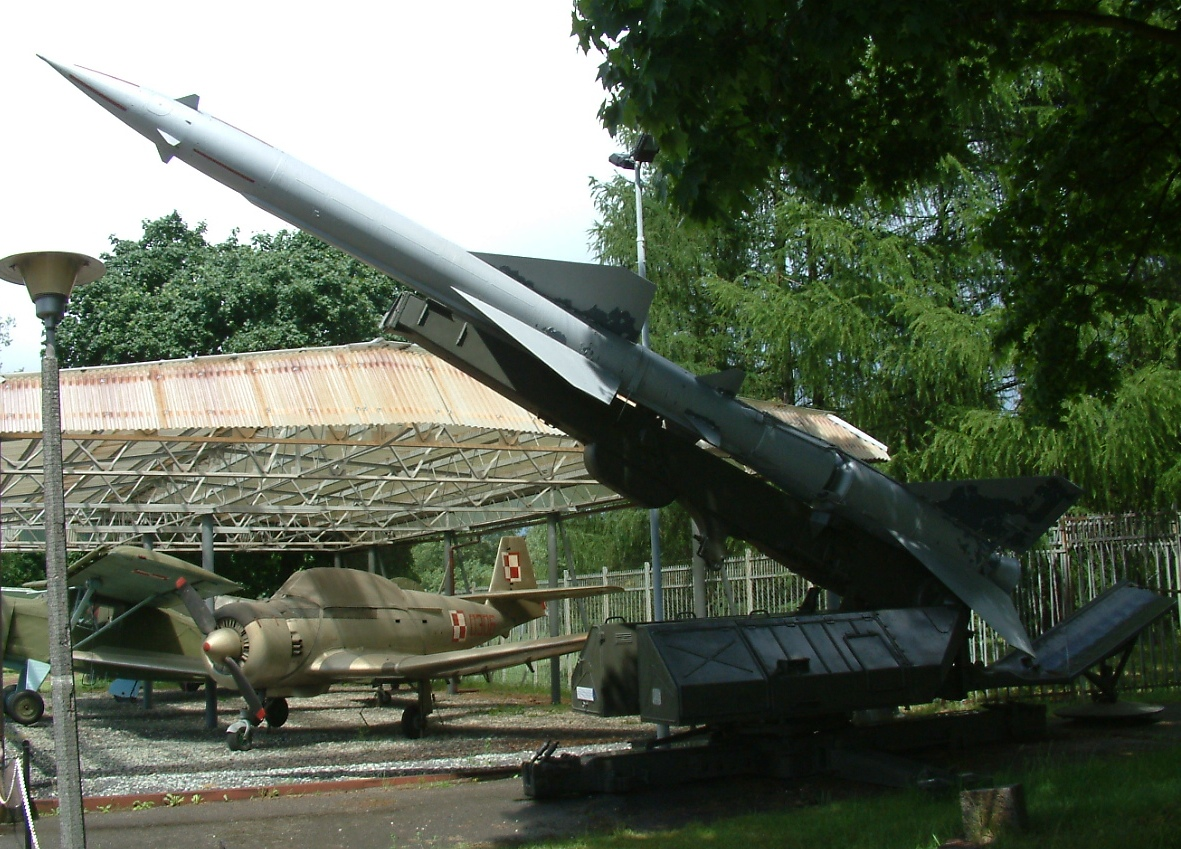
Hệ thống S-75 Dvina với một tên lửa V-750V 1D trên giàn phóng. Giàn tên lửa tương tự như hệ thống này đã bắn rơi phi cơ do thám U-2 của thiếu tá Anderson trên bầu trời Cuba.

Về phần Fidel Castro, ông tin rằng một cuộc xâm chiếm đang sắp diễn ra không lâu, và ông thảo một lá thư gởi đến nhà lãnh đạo Liên Xô, Khrushchev trong đó Fidel Castro có lẽ yêu cầu Liên Xô tiến hành một cuộc đánh phủ đầu chống Hoa Kỳ. Ông cũng ra lệnh tất cả các loại vũ khí phòng không bắn vào bất cứ phi cơ nào của Hoa Kỳ, mà trước đây chỉ được lệnh bắn vào những nhóm từ hai hay nhiều phi cơ. Lúc 6:00 a.m. giờ miền Đông Hoa Kỳ, thứ bảy ngày 27 tháng 10, CIA gởi một bản ghi nhớ báo cáo rằng ba trong số bốn địa điểm tên lửa tại San Cristobal và hai tại Sagua la Grande có vẻ là đã được đưa vào hoạt động hoàn toàn.
Lúc 9:00 a.m. giờ miền Đông Hoa Kỳ, sáng thứ bảy ngày 27 tháng 10, Đài phái thanh Moscow bắt đầu truyền đi một thông điệp của nhà lãnh đạo Liên Xô, Khrushchev. Trái ngược với lá thư của đêm trước, thông điệp này đề nghị một cuộc trao đổi mới mẻ rằng các tên lửa tại Cuba sẽ được tháo bỏ để đổi lấy việc Hoa Kỳ tháo bỏ các tên lửa Jupiter khỏi Ý và Thổ Nhĩ Kỳ. Lúc 10:00 a.m. giờ miền Đông Hoa Kỳ, ủy ban hành pháp họp để thảo luận tình hình và đi đến kết luận rằng sự thay đổi trong thông điệp có lẽ là do tranh cãi nội bộ giữa nhà lãnh đạo Khrushchev và các viên chức khác trong đảng tại Điện Kremlin.:300 Bộ trưởng Quốc phòng Hoa Kỳ, McNamara, ghi nhận rằng một chiếc tàu khác là Grozny đang ở cách xa khoảng 600 dặm Anh (970 km) và nó phải bị chặn lại. Ông cũng ghi nhận rằng Hoa Kỳ chưa cho Liên Xô biết về vòng vây phong tỏa và vì thế ông đề nghị chuyển thông tin này cho Liên Xô qua Tổng thư ký Liên Hợp Quốc U Thant.

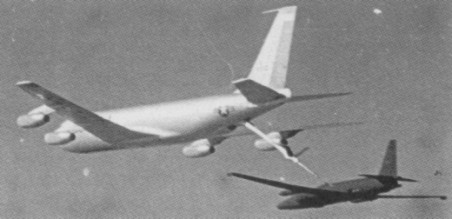
Một chiếc Lockheed U-2F, loại phi cơ do thám có trần bay cao bị bắn rơi trên Cuba, đang được một phi cơ Boeing KC-135Q tiếp nhiên liệu trên không. Chiếc phi cơ này vào năm 1962 được sơn toàn màu xám, mang quốc huy và các phù hiệu của Không quân Hoa Kỳ.

Trong lúc cuộc họp tiếp diễn, lúc 11:03 a.m. giờ miền Đông Hoa Kỳ, một thông điệp mới từ nhà lãnh đạo Khrushchev bắt đầu được gởi đến. Một phần thông điệp nói như sau,
| “ | Ngài bực bội về Cuba. Ngài nói rằng nó làm ngài bực bội vì nó nằm cách bờ biển của Hoa Kỳ chỉ 90 dặm Anh. Nhưng... ngài đã đặt các vũ khí tên lửa tàn phá mà ngài gọi là vũ khí tấn công, tại Ý và Thổ Nhĩ Kỳ, thật sự là sát bên chúng tôi... Thế nên tôi đề nghị thế này: chúng tôi bằng lòng tháo bỏ khỏi Cuba những phương tiện mà ngài xem là vũ khí tấn công... Đại diện của ngài sẽ tuyên bố rõ rằng Hoa Kỳ... sẽ tháo bỏ các phương tiện tương tự khỏi Thổ Nhĩ Kỳ... và sau đó, những người được Hội đồng Bảo an Liên Hợp Quốc tin tưởng có thể đến thanh tra việc thực thi những lời hứa đã được tuyên bố. | ” |

Ủy ban Hành pháp Hội đồng An ninh Quốc gia Hoa Kỳ tiếp tục họp hết ngày hôm đó.
Suốt cuộc khủng hoảng, Thổ Nhĩ Kỳ liên tiếp nói rằng họ sẽ cảm thấy bực tức nếu như các tên lửa Jupiter bị tháo bỏ. Thủ tướng Ý Fanfani, đồng thời cũng là Ngoại trưởng Ý tạm thời, ra lệnh cho phép rút bỏ các tên lửa đang khai triển tại Apulia như một con bài mặt cả. Ông gởi thông điệp đến một trong những người bạn đáng tin cẩn nhất của ông là Ettore Bernabei, tổng giám đốc đài truyền hình RAI-TV, để chuyển lời đến Arthur M. Schlesinger, Jr.. Ettore Bernabei lúc đó đang ở New York tham dự hội nghị quốc tế về truyền hình vệ tinh. Người Xô Viết không biết chuyện Hoa Kỳ xem các tên lửa Jupiter đã lỗi thời và đang được các tên lửa đạn đạo hạt nhân Polaris đặt trên tàu ngầm thay thế.

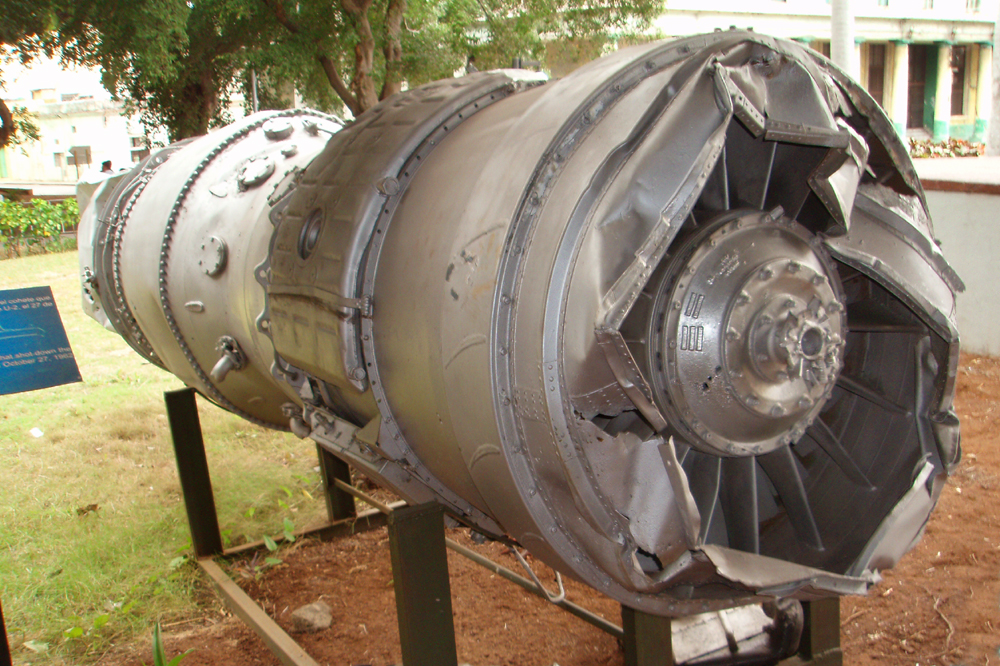
Bộ máy của chiếc phi cơ Lockheed U-2 bị bắn rơi trên không phận Cuba được trưng bày tại Viện bảo tàng Cách mạng ở thủ đô La Habana của Cuba.

Sáng ngày 27 tháng 10, chiếc phi cơ do thám U-2F (chiếc U-2A thứ ba của CIA, được cải tiến cho tiếp nhiên liệu trên không) do thiếu tá Không quân Hoa Kỳ, Rudolf Anderson lái, cất cánh từ vị trí hoạt động tiền phương của nó ở McCoy AFB, tiểu bang Florida, vào khoảng 12:00 p.m. giờ miền Đông Hoa Kỳ, chiếc phi cơ này bị một tên lửa đất đối không S-75 Dvina (NATO đặt tên cho loại tên lửa này là SA-2 Guideline) từ Cuba bắn trúng. Chiếc phi cơ rơi và thiếu tá Anderson thiệt mạng. Căng thẳng tại các cuộc thảo luận giữa Liên Xô và Hoa Kỳ lên cao, và chỉ thời gian lâu sau đó người ta mới biết rằng quyết định khai hỏa các tên lửa được thực hiện bởi một vị tư lệnh Xô Viết tại Cuba hành động theo thẩm quyền riêng của chính mình. Cuối ngày hôm đó, vào khoảng 3:41 p.m. giờ miền Đông Hoa Kỳ, một số phi cơ RF-8A Crusader của Hải quân Hoa Kỳ thực hiện những chuyến bay thật thấp để chụp hình do thám bị bắn. Một chiếc bị một đạn pháo 37 mm bắn trúng nhưng vẫn bay trở về căn cứ an toàn.
Lúc 4:00 p.m. giờ miền Đông Hoa Kỳ, Tổng thống Kennedy triệu tập những thành viên trong Ủy ban Hành pháp Hội đồng An ninh Quốc gia Hoa Kỳ vào Nhà Trắng và ra lệnh rằng một thông điệp phải được gởi ngay lập tức đến Tổng thư ký Liên Hợp Quốc U Thant, yêu cầu Liên Xô "đình chỉ" triển khai các tên lửa trong khi các cuộc thảo luận đang tiến hành. Trong cuộc họp, Tổng tham mưu trưởng Liên quân Hoa Kỳ Maxwell Taylor đưa tin rằng chiếc phi cơ U-2 đã bị bắn rơi. Tổng thống Kennedy đã tuyên bố trước đây rằng ông sẽ ra lệnh tấn công vào những vị trí như thế nếu phi cơ Hoa Kỳ bị bắn từ những nơi đó nhưng ông quyết định không hành động trừ khi một vụ tấn công khác được thực hiện. Trong một cuộc phỏng vấn 40 năm sau đó, cựu Bộ trưởng Quốc phòng McNamara nói:
| “ | Chúng tôi phải đưa một chiếc U-2 đến đó để thu thập thông tin thám thính để xem các tên lửa của Liên Xô đã sẵn sàng hoạt động chưa. Chúng tôi tin rằng nếu một chiếc U-2 bị bắn rơi thì—người Cuba không có khả năng bắn rơi nó mà là người Xô Viết—chúng tôi tin rằng nếu nó bị bắn rơi thì nó đã bị một đơn vị tên lửa đất đối không của Xô Viết bắn, và rằng điều đó biểu hiện sự quyết định của người Xô Viết leo thang cuộc xung đột. Và vì thế, trước khi chúng tôi đưa chiếc U-2 đi, chúng tôi đã đồng ý rằng nếu nó bị bắn rơi thì chúng tôi sẽ không họp, đơn giản là chúng tôi sẽ tấn công. Chiếc phi cơ bị bắn rơi ngày thứ sáu [...]. May mắn thay, chúng tôi đã đổi ý, chúng tôi cứ nghĩ "Ồ, có lẽ đó chỉ là một tai nạn, chúng tôi sẽ không tấn công". Sau đó, chúng tôi được biết rằng Khrushchev cũng đã lý luận như chúng tôi: chúng tôi đưa phi cơ U-2 lên, nếu nó bị bắn rơi, ông ta lý luận rằng chúng tôi sẽ tin rằng đây là một cuộc leo thang có chủ ý. Và vì vậy, ông đã ra lệnh cho Pliyev, vị tư lệnh Xô Viết tại Cuba, hướng dẫn tất cả các hệ thống phòng không của ông ta không được bắn rơi phi cơ U-2. | ” |

### Thảo thư trả lời
Các phái viên của cả Tổng thống Kennedy và nhà lãnh đạo Nikita Khrushchev đồng ý họp tại nhà hàng Trung Hoa Yenching Palace nằm trong khu cư dân Công viên Cleveland thuộc thủ đô Washington D.C. vào buổi chiều thứ bảy ngày 27 tháng 10. Tổng thống Kennedy đề nghị rằng họ nên lấy lời đề nghị của nhà lãnh đạo Khrushchev để trao đổi loại bỏ các tên lửa. Đa số các thành viên của Ủy ban Hành pháp Hội đồng An ninh Quốc gia Hoa Kỳ không biết gì về việc Bộ trưởng Tư pháp Robert Kennedy đã có cuộc họp với Đại xứ Liên Xô tại thủ đô Washington nhằm mục đích khám phá xem có phải những chủ ý thương lượng của Liên Xô là xác thực hay không. Về tổng thể, Ủy ban Hành pháp chống đối lời đề nghị vì nó sẽ làm suy giảm quyền lực của NATO và chính phủ Thổ Nhĩ Kỳ liên tục nói rằng họ chống đối bất cứ một vụ trao đổi nào như thế.
Khi cuộc họp tiếp diễn, một kế hoạch mới lộ diện và Tổng thống Kennedy từ từ bị thuyết phục. Kế hoạch mới yêu gọi tổng thống làm ngơ thông điệp mới nhất và thay vào đó xem xét lại lời đề nghị trước đó của nhà lãnh đạo Khrushchev. Ban đầu Tổng thống Kennedy do dự vì cảm thấy rằng nhà lãnh đạo Khrushchev sẽ không chấp nhận cuộc mặc cả đó nữa vì lời đề nghị mới đã được đưa ra nhưng Đại sứ Hoa Kỳ tại Liên Xô, Llewellyn Thompson cho rằng dù thế nào đi nữa thì ông có lẽ sẽ chấp nhận kế hoạch mới này. Cố vấn kiêm luật sư đặc biệt Nhà Trắng Ted Sorensen và Robert Kennedy rời phòng họp và quay trở lại 45 phút sau đó với 1 lá thư thảo theo quyết định mới này. Tổng thống Hoa Kỳ sửa đổi chút ít, nhờ người đánh máy và gửi nó đi.
Sau cuộc họp của Ủy ban Hành pháp, một cuộc họp nhỏ hơn tiếp tục tại Văn phòng Bầu dục. Nhóm thành viên cuộc họp cho rằng lá thư nên được nhấn mạnh bằng một thông điệp miệng gởi đến Đại xứ Liên Xô Dobrynin, nói rằng nếu các tên lửa không bị tháo bỏ thì hành động quân sự sẽ được dùng đến để loại bỏ chúng. Bộ trưởng Ngoại giao Dean Rusk thêm vào một điều nữa là không có ngôn từ nào trong cuộc mặc cả sẽ nhắc đến Thổ Nhĩ Kỳ mà chỉ nên hiểu rằng các tên lửa sẽ được tháo bỏ "một cách tự nguyện" ngay khi kết cục. Tổng thống Hoa Kỳ đồng ý, và thông điệp được gởi đi.

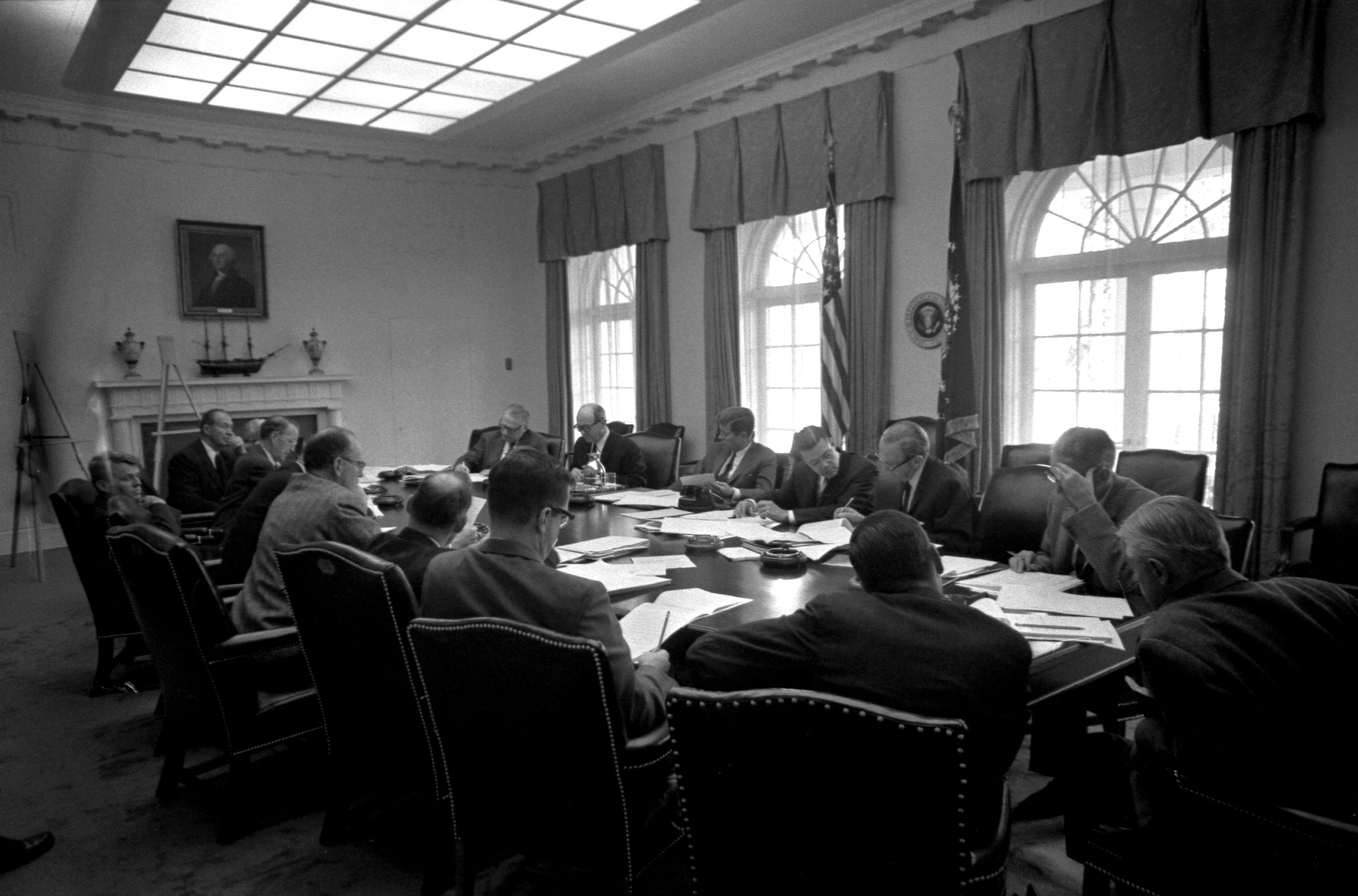
Một cuộc họp của Ủy ban Hành pháp Hội đồng An ninh Quốc gia Hoa Kỳ ngày 29 tháng 10 năm 1962 xảy ra trong Phòng họp Nội các Nhà Trắng trong lúc có Khủng hoảng tên lửa Cuba. Tổng thống Kennedy ngồi phía tay trái lá cờ Mỹ; bên trái ông là Bộ trưởng Quốc phòng Robert S. McNamara và bên phải ông là Bộ trưởng Ngoại giao Dean Rusk.

Theo yêu cầu của Juan Brito, Fomin và Scali lại gặp nhau. Scali hỏi tại sao có đến hai lá thư của nhà lãnh đạo Khrushchev gởi đến có nội dung rất khác nhau và Fomin tuyên bố rằng vì có "sự trục trặc về thông tin liên lạc". Scali đáp lại rằng lời tuyên bố này không đáng tin tưởng và lớn tiếng nói rằng ông nghĩ đây là một "vụ dối trá hai mang xấu xa". Ông tiếp tục bằng một tuyên bố rằng cuộc xâm chiến Cuba chỉ còn cách xa vài tiếng đồng hồ. Vào thời điểm này Fomin phát biểu rằng thư phúc đáp đối với thông điệp của Hoa Kỳ từ nhà lãnh đạo Liên Xô, Khrushchev sẽ sớm được gởi đến, và ông hối thúc Scali báo cho Bộ Ngoại giao Hoa Kỳ rằng Liên Xô không có cố tình dối trá. Scali nói rằng ông không nghĩ là có người còn muốn tin tưởng Fomin nữa nhưng ông đồng ý chuyển đạt thông điệp này. Ngay lập tức Scali đánh máy một bản ghi nhớ gởi cho Ủy ban Hành pháp Hội đồng An ninh Quốc gia Hoa Kỳ.
Bên trong nội bộ chính phủ Hoa Kỳ, họ hiểu rõ rằng việc làm ngơ lời đề nghị thứ hai và quay trở lại bàn về lời đề nghị thứ nhất đã khiến cho nhà lãnh đạo Liên Xô gặp vấn đề rắc rối. Những sự chuẩn bị về mặc quân sự tiếp diễn, và tất cả các nhân sự Không quân hiện dịch của Hoa Kỳ được lệnh có mặt tại căn cứ của họ để chờ đợi lệnh hành động. Bộ trưởng Tư pháp Hoa Kỳ Robert Kennedy sau đó có nhắc lại tâm trạng vào lúc đó "Chúng tôi đã không bỏ qua tất cả hy vọng nhưng những gì hy vọng lại tùy thuộc vào sự thay đổi lập trường của Khrushchev trong khoảng thời gian vài tiếng đồng hồ kế tiếp. Đấy là một hy vọng, chớ không phải là một sự mong đợi. Sự mong đợi là một cuộc đối đầu quân sự vào ngày thứ ba, và có thể là vào ngày mai..."
Lúc 8:05 p.m. giờ miền Đông Hoa Kỳ, lá thư được thảo hồi sáng sớm được gởi đi. Thông điệp viết như sau "Khi ngài đọc lá thư gởi cho ngài, các điều then chốt trong lời đề nghị của ngài—mà dường như về tổng quan có thể chấp nhận được theo như tôi hiểu — là như sau: 1) Ngài sẽ đồng ý tháo bỏ những hệ thống vũ khí này khỏi Cuba dưới sự giám sát thích hợp của Liên Hợp Quốc; và đảm trách với mức an toàn thích đáng trong việc ngừng đưa thêm những hệ thống vũ khí như thế vào Cuba. 2) Về phần chúng tôi, chúng tôi sẽ - ngay sau khi có dàn xếp đầy đủ qua Liên Hợp Quốc, đồng ý bảo đảm tiến hành và tiếp tục những điều ràng buộc như sau (a) lập tức bãi bỏ các biện pháp cách ly mà hiện nay đang được áp dụng (b) đưa ra lời bảo đảm không xâm chiếm Cuba". Lá thư cũng được công bố trực tiếp đến báo chí để bảo đảm rằng nó không bị "trì hoãn".
Với việc bức này được gởi đi, một sự mặc cả đang nằm trên bàn thương thuyết. Tuy nhiên, như Robert Kennedy ghi nhận, có rất ít trông mong là nó sẽ được chấp nhận. Lúc 9:00 p.m. giờ miền Đông Hoa Kỳ, Ủy ban Hành pháp lại họp bàn để xem xét các hành động cho ngày hôm sau. Các kế hoạch đã được phác thảo cho các cuộc không kích nhắm vào các địa điểm có tên lửa cũng như các mục tiêu kinh tế khác, đặc biệt là kho chứa dầu lửa. Bộ trưởng Quốc phòng McNamara cho biết rằng họ phải "chuẩn bị hai chuyện: một chính phủ mới cho Cuba vì chúng tôi sẽ cần có một chính phủ; và thứ hai là những kế hoạch đáp trả lại Liên Xô tại châu Âu vì chắc chắn rằng Liên Xô sẽ làm cái gì đó ở đó".
Lúc 12:12 a.m. giờ miền Đông Hoa Kỳ, thứ bảy ngày 27 tháng 10, Hoa Kỳ thông báo với các đồng minh NATO của mình rằng "tình hình càng trở nên ngắn ngủi hơn... Hoa Kỳ có thể thấy cần thiết trong một khoảng thời gian ngắn vì lợi ích của mình và lợi ích của các quốc gia bạn trong Tây Bán cầu để tiến hành bất cứ hành động quân sự nào có thể được xem là cần thiết". Mối quan tâm thêm gia tăng khi vào lúc 6 a.m., CIA báo cáo rằng tất cả các tên lửa tại Cuba đã sẵn sàng hoạt động.
Sau đó trong ngày, cái mà Nhà Trắng sau này gọi tên "Ngày thứ bảy đen", Hải quân Hoa Kỳ thả một loạt nhiều "bom chống tàu ngầm loại diễn tập" (khổ nhỏ cỡ bằng lựu đạn) trên một chiếc tàu ngầm Liên Xô (B-59) ở khu vực phong tỏa mà không biết rằng chiếc tàu ngầm này có trang bị thủy lôi mang đầu đạn hạt nhân và được lệnh sử dụng vũ khí này nếu chiếc tàu ngầm bị "đánh thủng" vì bom chống tàu ngầm hay đạn pháo trên mặt nước. Cùng ngày, một chiếc phi cơ do thám U-2 bay lạc vào lãnh thổ duyên hải viễn đông của Liên Xô trong vòng 90 phút.
Liên Xô đưa ngay các chiến đấu cơ MIG từ Đảo Wrangel lên đón chặn và để đối phó, Hoa Kỳ ra lệnh cho các chiến đấu cơ F-102 có trang bị tên lửa hạt nhân không đối không cất cánh trên Biển Bering.

## Khủng hoảng kết thúc
Sau nhiều bàn cãi giữa Liên Xô và Nội các của Tổng thống Kennedy, Tổng thống Kennedy bí mật đồng ý loại bỏ tất cả các tên lửa đặt tại Ý và Thổ Nhĩ Kỳ (các tên lửa tại Thổ Nhĩ Kỳ nằm trên biên giới với Liên Xô) để đổi lại việc nhà lãnh đạo Liên Xô, Khrushchev, tháo bỏ tất cả các tên lửa tại Cuba.
Lúc 9:00 a.m. giờ miền Đông Hoa Kỳ, thứ hai ngày 29 tháng 10, một thông điệp mới của nhà lãnh đạo Khrushchev được phát trên Đài phát thanh Moscow. Nhà lãnh đạo Khrushchev phát biểu rằng "chính phủ Liên Xô, ngoài những chỉ thị được đưa ra trước đây về việc ngưng tiến hành xây dựng các vị trí dành cho vũ khi, đã đưa ra một lệnh mới là tháo bỏ các vũ khí mà ngài cho là "vũ khí tấn công" cùng với thùng chứa chúng và đưa chúng trở về Liên Xô."
Ngay lập tức Tổng thống Kennedy đáp lại bằng một lời tuyên bố, gọi lá thư của nhà lãnh đạo Liên Xô là "một sự đóng góp có tính xây dựng và quan trọng đối với hòa bình". Ông tiếp tục bằng một lá thư chính thức: "Tôi xem lá thư của tôi gửi cho ngài vào ngày 27 tháng 10 và việc ngài phúc đáp hôm nay như là những cam kết chắc chắn từ cả hai phía chính phủ của chúng ta mà hiện đang được tiến hành một cách nhanh chóng... Hoa Kỳ sẽ đưa ra một tuyên bố trong khuôn khổ của Hội đồng Bảo an liên quan đến vấn đề Cuba như sau: nó sẽ tuyên bố rằng Hoa Kỳ sẽ tôn trọng sự vẹn toàn lãnh thổ, chủ quyền của Cuba, rằng Hoa Kỳ sẽ cam kết không can thiệp vào công việc nội bộ, không xâm nhập và không cho phép sử dụng lãnh thổ của mình làm nơi xuất phát tiến hành xâm chiếm Cuba, và sẽ ngăn chặn những ai có kế hoạch tiến hành một cuộc xâm chiếm chống Cuba, cả từ lãnh thổ Hoa Kỳ hay từ lãnh thổ của các quốc gia lân bang khác của Cuba.":103
Hoa Kỳ vẫn tiếp tục công việc cách ly phong tỏa Cuba. Trong những ngày tiếp theo sau đó, các chuyến bay do thám đã cho thấy rằng Liên Xô đang dần có tiến triển trong việc tháo bỏ các hệ thống tên lửa. 42 tên lửa và trang bị hỗ trợ của chúng được đưa lên 8 chiếc tàu Liên Xô. Những chiếc tàu này rời Cuba từ 5-9 tháng 11. Hoa Kỳ tiến hành quan sát kiểm chứng lần cuối cùng khi mỗi chiếc tàu đi qua vùng cách ly. Có thêm nhiều nỗ lực ngoại giao khác được thực hiện để yêu cầu Liên Xô đưa các oanh tạc cơ Liên Xô IL-28 về nước. Sau cùng các phi cơ này cũng được đưa lên 3 tàu Liên Xô vào ngày 5 và 6 tháng 12. Cuộc cách ly chính thức kết thúc trước đó vào lúc 6:45 p.m. giờ miền Đông Hoa Kỳ ngày 20 tháng 11 năm 1962.
Trong các cuộc thảo luận với Đại xứ Liên Xô, Anatoly Dobrynin, Bộ trưởng Tư pháp Hoa Kỳ, Robert Kennedy, đã đề nghị không chính thức rằng các tên lửa Jupiter tại Thổ Nhĩ Kỳ sẽ được tháo bỏ "trong một khoảng thời gian ngắn sau khi cuộc khủng hoảng chấm dứt".:222 Các tên lửa cuối cùng của Hoa Kỳ được tháo dở vào ngày 24 tháng 4 năm 1963 và được đưa ra khỏi Thổ Nhĩ Kỳ ngay sau đó.
Kết quả thực tế của Hiệp ước Kennedy-Khrushchev là nó đã hữu hiệu làm vững mạnh vị thế của Fidel Castro tại Cuba, bảo đảm rằng Hoa Kỳ sẽ không xâm chiếm Cuba. Rất có thể là nhà lãnh đạo Liên Xô, Khrushchev, chỉ đặt tên lửa tại Cuba để bắt buộc Tổng thống Kennedy tháo bỏ các tên lửa khỏi Ý và Thổ Nhĩ Kỳ. Tuy nhiên, sự kiện các tên lửa Jupiter bị tháo bỏ khỏi các căn cứ NATO ở miền nam nước Ý và Thổ Nhĩ Kỳ không được công bố chính thức vào lúc đó nên có vẻ là nhà lãnh đạo Liên Xô, Khrushchev, đã thua trong cuộc xung đột này và trở nên yếu thế. Bề ngoài thì Tổng thống Kennedy đã thắng cuộc tranh đua giữa hai siêu cường và nhà lãnh đạo Liên Xô, Khrushchev, bị mất mặt. Tuy nhiên, đây không phải là toàn bộ tình thế vì cả Tổng thống Kennedy và nhà lãnh đạo Liên Xô, Khrushchev, đã tiến hành từng bước một để tránh một cuộc xung đột toàn diện mặc dù cả hai đều bị áp lực từ chính phủ của họ. Nhà lãnh đạo Liên Xô, Khrushchev, nắm quyền lãnh đạo Liên Xô thêm hai năm nữa.:102-105

### Kết cục
Thỏa hiệp đạt được là một sự sượng sùng rất lớn đối với nhà lãnh đạo Liên Xô, Khrushchev, và Liên Xô vì sự kiện Hoa Kỳ tháo bỏ các tên lửa khỏi Ý và Thổ Nhĩ Kỳ đã không được công bố chính thức vào lúc đó - đây là một cuộc mặc cả bí mật giữa Tổng thống Hoa Kỳ và nhà lãnh đạo Liên Xô. Liên Xô được xem là kẻ tháo lui tránh những cảnh ngộ mà tự họ đã khởi sự — mặc dù nếu họ diễn hay thì rất có thể họ đạt được một kết quả ngược lại. Nhà lãnh đạo Liên Xô bị mất quyền lực hai năm sau đó, rất có thể một phần có liên quan đến sự sượng sùng của Bộ chính trị Liên Xô đối với những nhân nhượng sau cùng mà Khrushchev dành cho Hoa Kỳ cũng như việc tính toán sai của ông khi hấp tấp tạo ra cuộc khủng hoảng. Tuy nhiên, Khủng hoảng tên lửa Cuba không phải là lý do duy nhất khiến ông bị mất quyền lực.
Cuba một phần cảm thấy bị Liên Xô phản bội vì các quyết định giải quyết cuộc khủng hoảng đều do Tổng thống Kennedy và nhà lãnh đạo Khrushchev tiến hành. Đặc biệt Fidel Castro rất tức giận khi những vấn đề lợi ích của Cuba, thí dụ như tình trạng vịnh Guantanamo (Hoa Kỳ vẫn duy trì một căn cứ quân sự tại đó cho đến ngày nay) đã không được nói đến. Điều này dẫn đến mối quan hệ giữa Cuba và Liên Xô xuống thấp trong những năm sau đó.:278 Tuy nhiên, theo thỏa hiệp Cuba được bảo đảm không bị xâm chiếm.
Một vị tư lệnh quân sự của Hoa Kỳ không hài lòng với kết quả này. Tướng LeMay nói với Tổng thống rằng đây là "thất bại to lớn nhất trong lịch sử của chúng ta" và rằng đáng lẽ ra Hoa Kỳ nên xâm chiếm Cuba ngay lập tức.
Khủng hoảng tên lửa Cuba đã khiến hai siêu cường ký thỏa hiệp đường dây nóng. Qua thỏa hiệp này, đường dây nóng Moscow-Washington được thiết lập, nối thông tin liên lạc trực tiếp giữa Moskva và Washington, D.C. Mục đích của nó là có một cách để hai nhà lãnh đạo hai quốc gia đối nghịch nhau trong Chiến tranh lạnh có thể liên lạc trực tiếp với nhau để giải quyết một cuộc khủng hoảng như thế. Xác của thiếu tá Anderson, phi công U-2 bị bắn rơi, được hồi hương về Hoa Kỳ. Ông được chôn cất với đầy đủ nghi thức vinh dự quân đội tại Nam Carolina. Ông là người đầu tiên nhận huân chương mới được lập, đó là Huân chương "Air Force Cross" sau khi mất.
Mặc dù thiếu tá Rudolf Anderson là người duy nhất tử trận trong cuộc khủng hoảng này nhưng có đến 11 thành viên của 3 chiếc phi cơ thám thính Boeing RB-47 Stratojet thuộc Phi đoàn Thám thính Chiến lược số 55 bị thiệt mạng trong những vụ rớt phi cơ trong thời gian từ 27 tháng 9 đến 11 tháng 11 năm 1962.
Những người chỉ trích Hoa Kỳ trong đó có Seymour Melman và Seymour Hersh cho rằng Khủng hoảng tên lửa Cuba đã khuyến khích Hoa Kỳ sử dụng các phương tiện quân sự, thí dụ như trong Chiến tranh Việt Nam. Cuộc đối đầu Nga-Mỹ đồng bộ cùng lúc với Chiến tranh Trung-Ấn, kể từ lúc Quân đội Hoa Kỳ tách ly quân sự chống Cuba; nhiều sử gia cho rằng việc Trung Quốc tấn công đánh Ấn Độ vì những vùng đất tranh chấp xảy ra vào cùng lúc với khủng hoảng tên lửa Cuba.
Tổn thất của Liên Xô được Bộ Quốc phòng Nga công bố lần đầu tiên vào tháng 9/2017, nhân kỷ niệm 55 năm sự kiện. Dữ liệu của Bộ QP LB Nga cho thấy từ ngày 01/08/1962 đến ngày 16/08/1964 có 64 công dân Xô-viết đã thiệt mạng ở Cuba .

### Lịch sử hậu khủng hoảng
Arthur Schlesinger, một sử gia kiêm cố vấn cho Tổng thống John F. Kennedy, nói với đài phát thanh National Public Radio trong một cuộc phỏng vấn ngày 16 tháng 10 năm 2002 rằng Fidel Castro trước đó đã không muốn các tên lửa đó nhưng chính nhà lãnh đạo Khrushchev đã gây áp lực với Fidel Castro chấp nhận chúng. Chủ tịch Castro không hoàn toàn hài lòng với ý tưởng này nhưng Ban lãnh đạo Cách mạng Quốc gia Cuba đã nhận chúng để bảo vệ Cuba chống cuộc tấn công của Hoa Kỳ và cũng để giúp đồng minh Liên Xô của họ.:272 Schlesinger tin rằng khi các tên lửa này bị tháo bỏ thì Fidel Castro tức giận với Khrushchev hơn là tức giận với Kennedy vì Khrushchev đã không hội kiến với Castro trước khi quyết định tháo bỏ chúng.
Đầu năm 1992, theo xác nhận thì vào lúc cuộc khủng hoảng bùng phát, các lực lượng Liên Xô tại Cuba có nhận các đầu đạn hạt nhân chiến thuật cho các tên lửa và các oanh tạc cơ Il-28 của họ. Fidel Castro nói rằng ông sẽ đề nghị sử dụng chúng vào lúc đó nếu như Hoa Kỳ xâm chiếm Cuba mặc dù ông biết rằng Cuba sẽ bị san bằng.

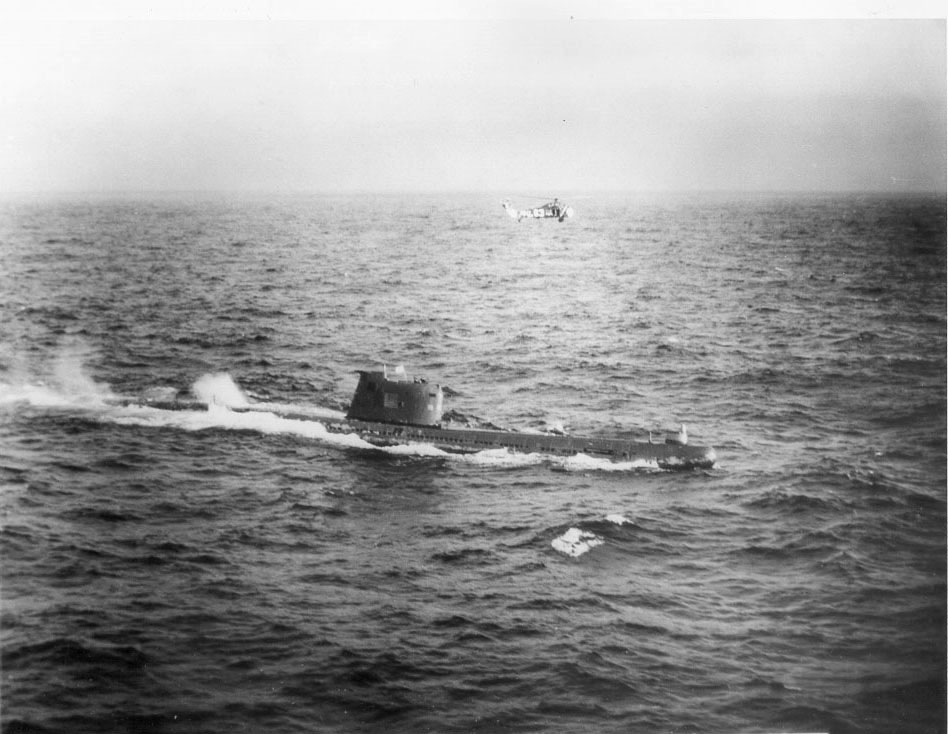
Một trực thăng HSS-1 Seabat của Hải quân Hoa Kỳ bay phía trên chiếc tàu ngầm B-59 của Liên Xô, buộc nó nổi lên mặt nước trong vùng biển gần Cuba

Có thể nói rằng khoảnh khắc nguy hiểm nhất của cuộc khủng hoảng này chỉ được biết đến trong "Hội thảo Havana về Khủng hoảng tên lửa Cuba" vào tháng 10 năm 2002. Tham dự hội thảo này có các cựu giới chức của cuộc khủng hoảng. Tất cả những người này đều được cho biết rằng vào ngày 26 tháng 10 năm 1962 Chiến hạm USS Beale phát giác và thả những quả bom loại diễn tập chống tàu ngầm (khổ cỡ bằng lựu đạn) trên chiếc tàu ngầm B-59, một tàu ngầm thuộc Dự án 641 của Liên Xô (NATO đặt tên nó là Foxtrot), có trang bị một thủy lôi hạt nhân 15 kiloton nhưng Hoa Kỳ không hề hay biết. Vì cạn không khí và bị bao vây bởi các chiến hạm Mỹ nên nó buộc phải nổi lên mặt nước. Một cuộc tranh cãi xảy ra giữa ba vị sĩ quan trên chiếc tàu ngầm B-59 trong đó có thuyền trưởng tàu ngầm Valentin Savitsky, sĩ quan chính trị Ivan Semonovich Maslennikov, và phó thuyền trưởng Vasili Arkhipov. Vì mệt nhọc, thuyền trưởng Savitsky trở nên giận dữ và ra lệnh cho quả thủy lôi hạt nhân trên tàu được triển khai sẵn sàng khai hỏa. Có nhiều lời kể khác nhau về việc liệu có phải do phó thuyền trưởng Arkhipov đã thuyết phục được thuyền trưởng Savitsky không tấn công bằng quả thủy lôi hạt nhân hay liệu có phải chính Savitsky sau cùng đã đi đến quyết định rằng chỉ có cách chọn lựa duy nhất mở ngỏ cho ông là cho chiếc tàu ngầm nổi lên mặt nước.:303, 317 Trong buổi hội thảo, cựu Bộ trưởng Quốc phòng Robert McNamara nói rằng chiến tranh hạt nhân đã đến gần hơn là mọi người nghĩ. Thomas Blanton, giám đốc Cục lưu trữ Tài liệu An ninh Quốc gia nói, "Một gã tên là Vasili Arkhipov đã cứu thế giới."
Cuộc khủng hoảng là đề tài chính yếu trong bộ phim tài liệu năm 2003 có tựa đề The Fog of War, nhận được một giải Oscar dành cho phim tài liệu.

### Truyền thông
- The Missiles of October, a dramatization
- Thirteen Days (sách)
- Thirteen Days (phim)
- The Fog of War, a phim biography of U.S. Secretary of Defense Robert S. McNamara.
- Cuban Missile Crisis: The Aftermath, a videogame set in this period
- The World Next Door, a novel set in this period
- "Unarmed Conflict", Bertrand Russell, Ruskin House- George Allen & Unwin Ltd, London, 1963